# 2016년
2016년은 금요일로 시작하는 윤년이다.

## 사건

### 1월
- 1월 1일
  - 박근혜 대통령은 신년사에서 경제혁신과 창조경제, 문화융성을 통한 경제활성화에 주력하겠다고 밝혔다.
- 1월 2일
  - 중화인민공화국 헤이룽장성에서 규모 6.4의 지진이 발생하였다.
  - 사우디아라비아에서 시아파지도자인 님르 바크르 알님르를 비롯한 47명의 사형수를 처형하였다.
- 1월 3일
  - 서해안고속도로에서 안개로 인해 17중 추돌사고가 발생하였다.
  - 사우디아라비아가 이란과의 국교를 단절하였다.
- 1월 6일 - 조선민주주의인민공화국이 낮 12시 30분 수소탄 핵 실험을 했다고 발표하였다.
- 1월 12일 - 튀르키예 이스탄불 술탄마흐메트 인근 광장에서 폭탄테러가 발생하여 10명이 사망하고 15명이 부상을 입었다.
- 1월 14일
  - 인도네시아 자카르타 도심에서 폭탄테러가 발생하여 7명이 사망하고 24명이 부상을 입었다. 사건 직후 이슬람국가(IS)가 자신들의 소행이라고 밝혔다.
  - 세계보건기구가 라이베리아의 에볼라 발병 종식을 선언하였다.
- 1월 15일
  - 경기도 부천시에서 초등학생을 살해하고, 시신을 토막내 훼손한 부모들이 긴급체포되었다.
  - 부르키나파소 와가두구에 있는 고급호텔에서 알카에다 인질극이 벌어져 20명이 사망하였다.
- 1월 16일 - 2016년 중화민국 총통 선거에서 차이잉원(蔡英文)이 당선되었다. 이는 신해혁명 이후 중화민국 105년 역사상 첫 여성 국가원수이다.
- 1월 28일 - 모기를 매개로 한 지카 바이러스가 급속히 확산되고 있다고 세계 보건 기구가 밝혔다.
- 1월 30일 - 전라북도 김제시 금산면 금산사 모악랜드 뒷산 중턱에 산불진화용 Bo-105 헬리콥터가 추락, 조종사 1명이 사망하였다. 신분당선 정자에서 광교 구간이 개통되었다.

### 2월
- 2월 2일
  - 대한민국의 야당 국민의당이 창당되었다.
  - 세계보건기구가 지카 바이러스에 대해 국제보건 비상사태를 선포하였다.
- 2월 4일
  - 2015년 3월부터 장기 결석하던 여중생이 백골상태의 시신으로 발견되었고, 아동학대와 살인혐의로 목사와 계모가 긴급체포되었다.
  - 뉴질랜드 오클랜드에서 환태평양경제동반자협정 (TPP) 서명식이 열렸다.
- 2월 6일 - 중화민국 타이난 동남쪽으로 36 km 떨어진 곳에서 규모 6.4의 지진이 발생하였다.
- 2월 7일 - 조선민주주의인민공화국이 오전 9시 (한국 시각 오전 9시 30분) 평안북도 철산군 동창리 미사일 기지에서 장거리 발사체에 실린 인공위성(광명성 4호)을 발사하였다.
- 2월 9일 - 독일 바이에른주 바트아이블링에서 통근열차가 정면 충돌하여 10명이 사망하고 150명이 부상을 입었다.
- 2월 10일 - 대한민국이 조선민주주의인민공화국의 개성공업지구의 가동을 전면중단하였다.
- 2월 11일 - 충청남도 금산군 북쪽 12 km 지점에서 규모 3.1의 지진이 발생하였다.
- 2월 12일 - 레이저 간섭계 중력파 관측소 연구진은 지난 2015년 9월 14일 검출된 신호가 중력파임을 확정, 최초로 중력파 관측에 성공했음을 발표하였다.
- 2월 13일 - 로마 가톨릭교회와 동방 정교회가 쿠바 아바나에서 962년만에 처음으로 만나 기독교의 통합을 다짐하는 공동선언문을 발표하였다.
- 2월 17일 - 튀르키예 앙카라에서 폭탄테러가 발생하여 28명이 사망하고 61명이 부상을 입었다.
- 2월 23일 - 이날부터 대한민국 국회의사당 본회의장에서 테러방지법을 직권상정하자, 더불어민주당과 정의당을 주도로 필리버스터가 시작되었다.
- 2월 24일 - 네팔에서 소형 여객기 추락사고가 발생하여 23명이 사망하였다.
- 2월 26일 - 소말리아 모가디슈 한 호텔에서 폭탄, 총격 테러가 발생해 22명이 사망하고 30여명이 부상을 입었다.
- 2월 27일
  - 아일랜드 총선에서 집권 연정 과반이 붕괴되어 패배하였다.
  - 시리아 곳곳에서 폭탄 테러와 포탄 공격이 발생해 시민 10명이 사망하였다.
  - 수인선 (송도-인천)이 개통되었다.
- 2월 28일 - 김포공항에서 세스나 172(Cessna 172) 경비행기가 이륙직후 추락해 기장 등 2명이 사망하였다.

### 3월
- 3월 1일 - 미국 대선 민주당의 힐러리 클린턴과 공화당의 도널드 트럼프가 슈퍼 화요일 경선대회에서 사실상 압승하였다.
- 3월 2일
  - 더불어민주당 이종걸 원내대표의 연설을 끝으로 192시간 25분의 필리버스터가 종료되었다.
  - 충청남도 공주시 남동쪽 12 km 지점에서 규모 2.4의 지진이 발생하였다.
  - 인도네시아 수마트라섬 남서쪽 660 km 떨어진 해상에서 규모 7.8의 강진이 발생하였다.
- 3월 4일 - 예멘 남부 아덴에서 테레사 수녀가 설립한 양로원서 총격전이 발생해 16명이 사망하였다.
- 3월 8일 - 조선민주주의인민공화국이 대한민국 외교 안보 책임자 40여명의 휴대전화를 해킹하고 음성과 문자 등 정보를 빼돌리는 사건이 일어났다.
- 3월 13일
  - 코트디부아르 해변 휴양지에서 알카에다 소속으로 추정되는 무장 괴한이 총기를 난사해 22명이 사망하였다.
  - 튀르키예 앙카라에서 폭탄테러가 발생하여 34명이 사망하고 125명이 부상을 입었다.
- 3월 16일 - 조선민주주의인민공화국 평양직할시 남동쪽 34 km 지점에서 규모 2.2의 인공지진이 발생하였다.
- 3월 17일 - 일본 히로시마현 히가시히로시마시 산요 고속도로 터널에서 차량 12대가 잇따라 추돌하는 사고가 발생해 2명이 사망하고 68명이 부상을 입었다.
- 3월 18일 - 조선민주주의인민공화국 평안남도 숙천군에서 노동 미사일을 발사하였다. 이 탄도미사일은 일본 방공식별구역에 떨어졌다.
- 3월 19일
  - 러시아와 우크라이나 국경에 가까운 흑해 연안 로스토프나도누 공항에서 플라이두바이 항공 981편 추락 사고가 발생하여 승객과 승무원 62명이 전원 앙아이스티
  - 충청북도 청주시에서 4년 3개월전 아동학대로 사망케한 30대 아버지가 체포되고 공범 부인은 스스로 목숨을 끊었다.
  - 튀르키예 이스탄불 도심에서 폭탄테러가 발생하여 5명이 사망하고 36명이 부상을 입었다.
- 3월 20일 - 오바마 미국 대통령이 쿠바를 방문하였다. 미국 대통령으로써는 88년만에 처음 있는 일이다.
- 3월 21일 - 조선민주주의인민공화국 함경남도 함흥시 북방 일대에서 단거리 미사일을 5발 동해로 발사하였다.
- 3월 22일
  - 벨기에 브뤼셀 국제공항에서 두 차례 자살 폭탄 테러가 발생하여 34명이 사망하고 250명이 부상을 입었다.
  - 브라질에 다녀온 40대 남성 환자가 한국인으로서는 최초 감염자로 지카 바이러스 양성 판정을 받았다.
- 3월 24일 - 네덜란드의 축구선수이자 감독 요한 크라위프가 폐암 투병 끝에 타계하였다.
- 3월 27일
  - 경기도 화성시 장안면 석포리 한 야산 근처 공터에서 산불진화용 Bo-105 헬기가 추락해 조종사 1명이 사망하였다.
  - 파키스탄 라호르에서 폭탄테러가 발생하여 72명이 사망하고 300명이 부상을 입었다.
- 3월 28일
  - 미국 국회의사당에서 총격이 발생하여 1명이 다치고 용의자 2명이 긴급체포되었다. 또 한시적으로 미국 백악관과 국회의사당이 폐쇄되었다.
  - 중화민국 타이베이시 지하철역 근처에서 33살 남성이 3살배기 여자아이의 머리를 식칼로 베어 살해하였다.
- 3월 29일
  - 이집트 알렉산드리아에서 카이로로 가는 이집트 항공 181편이 공중 납치되어서 키프로스에 강제 착륙하였다. 이 과정에서 승객과 승무원의 부상은 없었다.
  - 조선민주주의인민공화국 강원도 원산시에서 단거리 발사체 1발을 발사하였다.
- 3월 30일 - 대한민국 공군의 F-16D 전투기가 경북 청송군 부남면 화장리 야산에 추락했다.
- 3월 31일 - 인도 콜카타에서 고가도로 건설도중 붕괴되어 22명이 사망하였다.

### 4월
- 4월 1일 - 충청북도 단양군 단양읍 소백산 국립공원에서 산불이 나서 다음날에 완전 진화되었다.
- 4월 4일 - 국제탐사보도언론인협회(ICIJ)가 사상 최대 조세회피 자료인 파나마 페이퍼스가 공개되면서 논란이 확산되었다. 전 세계 유명인 및 한국인 195명도 연루되었다.
- 4월 5일 - 7급 공무원 시험을 본 응시생이 정부서울청사 인사혁신처에 침입해 자신의 필기시험 성적을 조작하는 사건이 발생하였다.
- 4월 7일 - 시귀르뒤르 잉기 요한손이 아이슬란드의 총리로 취임하였다.
- 4월 8일 ~ 4월 9일 - 대한민국 제20대 국회의원 선거의 사전 투표가 실시되었다.
- 4월 9일 - 조선민주주의인민공화국 출신의 해외식당 종업원 13명이 집단으로 탈북하여 대한민국에 입국하였다.
- 4월 10일 - 인도 남부 케랄라주 콜람에 있는 힌두교 사원에서 불꽃놀이하던 중 폭죽에서 폭발사고가 발생해 최소 112명이 사망하고 380명이 부상을 입었다.
- 4월 13일
  - 미얀마 수도 네피도 북서쪽 396 km 지점에서 규모 6.9의 지진이 발생하였다. 이 지진은 인도와 방글라데시로 퍼졌으며 각국에서 130명이 부상을 입었다.
  - 대한민국 제20대 국회의원 선거가 실시되었다. 새누리당이 참패하고 더불어민주당이 승리, 국민의당이 약진하여 3당 체제가 되었다.
- 4월 14일
  - 일본 구마모토현에서 규모 7.3의 지진이 발생해 66명이 사망하고 1277명이 부상을 입었다.
  - 볼로디미르 흐로이스만이 우크라이나의 총리로 취임하였다.
- 4월 15일 - 조선민주주의인민공화국이 태양절을 맞아 무수단 미사일을 동해로 발사하였으나 도중에 공중 폭발하였다.
- 4월 16일
  - 에콰도르에서 규모 7.8의 지진이 발생해 660명이 사망하고 4605명이 부상을 입었다.
  - 중화민국 타이둥현 동부 해역에서 규모 4.4의 지진이 발생하였다.
- 4월 17일
  - 브라질 하원의원이 지우마 호세프 대통령에 대한 탄핵안을 통과시켰다.
  - 바누아투에서 규모 6.4의 지진이 발생하였다. 또 이웃 통가에서도 규모 6.1의 지진이 발생하였다.
- 4월 18일 - 일본 오이타현에서 규모 5.8의 지진이 발생하였다.
- 4월 19일
  - 아프가니스탄 카불에서 폭탄테러가 발생해 28명이 사망하고 327명이 부상을 입었다.
  - 멕시코 중남부에 있는 포포카테페틀 화산이 지난 4월 3일에 이어 4월 18일(현지시간) 또 다시 분화하였다.
- 4월 20일
  - 필리핀에서 규모 5.0의 지진이 발생하였다.
  - 일본 후쿠시마현에서 규모 5.6의 지진이 발생하였다.
  - 전국경제인연합회가 어버이연합 단체에게 자금을 지원했다는 의혹이 제기되었다.
- 4월 22일
  - 전라선 율촌역에서 성산역 방향 전방 200m 지점에서 여수엑스포역 방향으로 운행중이던 무궁화호 열차가 탈선 사고가 발생하였다. 이 사고로 1명이 사망하고 8명이 부상을 입었다.
- 4월 25일 - 경상북도 포항시 남구 장기면에서 해병대 자주포 전복 사고가 발생해 2명이 사망하고 5명이 부상을 입었다.
- 4월 26일 - 지난 2011년의 가습기 살균제 사건과 관련하여 옥시의 전 대표가 검찰에 소환되었다.
- 4월 27일 - CJ와 SK하이닉스가 어버이연합에게 송금한 사실이 드러나 파문이 일었다.

### 5월
- 5월 1일 - 충청남도 천안시 논산천안고속도로 천안 방향 차령터널에서 20중 추돌사고가 발생해 4명이 경상을 입었다.
- 5월 3일 - 전라남도 고흥군 나로우주센터에서 한국형발사체 75톤 엔진 첫 연소시험에 성공하였다.
- 5월 5일 - 경기도 안산시 대부도 토막살인 사건의 30대 용의자 조성호가 긴급 체포되었다.
- 5월 6일 - 조선민주주의인민공화국 평양에서 36년만에 제7차 노동당 대회가 개막되었다.
- 5월 7일 - 베트남에서 근무하고 돌아온 20대 여성이 지카 바이러스에 감염되어서 4번째 감염자가 발생하였다.
- 5월 10일 - 필리핀 대통령 선거에서 로드리고 두테르테 다바오 시 시장이 당선되었다.
- 5월 11일
  - 호주 웨스턴 오스트레일리아 주에서 44,000 ~ 49,000년전의 것으로 추정되는 돌도끼의 조각이 발견되었다.
  - 이탈리아가 유럽연합 28개 회원국 중 마지막으로 동성커플의 결혼, 입양을 제외한 법적 결합을 허용했다.
- 5월 12일
  - 중화민국 타이베이시에서 규모 5.8의 지진이 발생하였다.
  - 지우마 호세프 브라질 대통령이 대한 탄핵심판 절차가 시작돼 직무가 정지됐다.
- 5월 13일 - 한진해운이 글로벌 해운동맹 THE 얼라이언스에 합류하였다. 하지만 현대상선은 일단 제외되었다.
- 5월 14일
  - 제주특별자치도 제주시 산간에서 피살된 중국인 여성을 살해한 용의자가 체포되었다.
  - 2011년 사태가 발생한지 5년만에 가습기 살균제 사건의 주범인 옥시 신현우 전 대표 등 4명을 검찰이 처음으로 구속하였다.
- 5월 17일 - 강남역 화장실 살인사건이 발생하였다.
- 5월 18일 - 에콰도르에서 1달만에 또 규모 6.7의 지진이 발생하였다.
- 5월 19일 - 파리 샤를 드 골 공항에서 출발해 카이로 국제공항으로 향하던 도중 이집트 항공 804편이 지중해 상공에서 실종 사건이 발생해 66명이 사망하였다.
- 5월 20일
  - 차이잉원이 중화민국의 총통으로 취임하였다.
  - 미국 워싱턴주 백악관 검문소에서 용의자가 총기를 꺼내들었으나 비밀경호국에 의해 피격되었다.
  - 부산광역시 중구에서 광복로 흉기난동 사건이 발생됐다.
- 5월 22일
  - 오스트리아 넨징에 있는 콘서트장에서 총기난사가 발생해 3명이 사망하고 11명이 부상을 입었다.
  - 타이 치앙라이 위앙파파우에 있는 '피타끼앗 위따야 학교'의 기숙사에서 화재가 발생하여 잠자고 있던 여학생 18명이 사망하였다.
- 5월 23일
  - 독일의 제약·화학 회사인 바이엘이 미국의 대형 농업회사 몬산토를 73조원에 인수하겠다는 제안을 내놓았다.
  - 미국이 베트남에 대한 무기 수출 금지를 전면 해제하였다.
  - 시리아에서 폭탄테러가 발생해 184명이 사망하고 200명이 부상을 입었다.
  - 일본 미에현 가시코지마에서 G7 정상회의가 열렸다. 이 날 정상회의에서 북한 핵문제를 강력하게 규탄하였다.
- 5월 24일 - 블리자드 엔터테인먼트에서 제작한 1인칭 FPS 게임인 오버워치가 오후 4시 전세계에 서비스를 시작하였다.
- 5월 27일 - 일본 도쿄 하네다 국제공항에서 출발해 서울 김포국제공항으로 향하던 대한항공 2708편 화재 사고가 이륙 직전에 왼쪽 날개 엔진에서 화재가 발생하였으나, 다행히도 승객과 승무원 319명 모두 대피를 해 인명 피해가 나지 않았다.
- 5월 28일 - 서울 지하철 2호선 구의역에서 구의역 스크린도어 사망 사고가 발생해 김모(19)씨가 사망하였다.
- 5월 29일 - 대한민국 제19대 국회 임기 종료.
- 5월 30일 - 대한민국 제20대 국회 임기 시작.

### 6월
- 6월 1일 - 경기도 남양주시 진접읍 금곡리 수도권 전철 4호선 진접선 지하철 공사현장에서 붕괴사고가 발생해 4명이 사망하고 10명이 부상을 입었다.
- 6월 3일
  - 그리스 크레타섬 남부 인근 해상서 700명이 탑승한 난민선이 전복되어서 340명이 구조되었고, 4명이 사망하고, 350명이 실종되었다.
- 6월 4일 - 베트남 중부 다낭 시 한강에서 46명이 탑승한 유람선이 전복되어서 43명이 구조되었고, 3명이 실종되었다.
- 6월 5일 - 인천광역시 옹진군 연평도 NLL 해상에서 불법 조업을 하던 중국어선 2척을 연평도 어민들이 직접 나포하였다.
- 6월 6일 - 인천국제공항에서 출발해 미국 앵커리지로 향하던 UPS 5X061편이 제1활주로에서 이륙 도중 활주로를 이탈하는 사고가 발생하였다. 이 사고로 4명이 타고 있었으나 전원 무사하였고, 인천국제공항 제1활주로가 일주일 동안 폐쇄되었다.
- 6월 7일
  - 튀르키예 이스탄불 도심 베야지트 근처에서 폭탄테러 발생해 11명이 사망하고 36명이 부상을 입었다.
  - 멕시코 서부 할리스코 해안에서 규모 6.1의 지진이 발생하였다.
- 6월 8일 - 전라남도 고흥군 나로우주센터에서 75톤 한국형 발사체 엔진을 75초동안 연소시키는데 성공하였다.
- 6월 10일
  - 미국 캘리포니아주에서 규모 5.2의 지진이 발생하였다.
  - 미국 플로리다주 올랜도의 플라자 라이브 극장에서 크리스티나 그리미가 사인회 도중 총격으로 사망하였다.
- 6월 11일 - 프랑스 마르세유에서 유로 2016 잉글랜드와 러시아의 경기에서 훌리건들의 폭력으로 16명이 부상을 입었다.

대한민국의 5인조 걸그룹 포미닛이 해체하였다. 
- 6월 12일 - 미국 플로리다주 올랜도 나이트클럽에서 총기 난사 사건이 발생해 50명이 사망하고 53명이 부상을 입었다.
- 6월 16일 - 일본 홋카이도에서 규모 5.3의 지진이 발생하였다.
- 6월 17일 - 전라남도 무안군 현경면에서 美 시러스(Cirrus) 사의 SR20 교육훈련용 경비행기가 추락해 3명이 사망하였다.
- 6월 18일
  - 튀르키예 이스탄불 베이글루 구에서 한인 레코드숍이 피습당하였다. 이 사고로 운영하는 한국인은 부상을 입었지만 크게 다치지는 않았다.
  - 멕시코 누에보 레온 주의 기아자동차공장에서 밀폐된 하수구 가스로 인해 질식 사고가 발생해 3명이 부상을 입었다.
- 6월 20일 - 인도양 세이셸 군도 해상에서 조업 중인 부산 광동해운 소속 참치연승 원양어선 광현 803호에서 살인 사건이 발생하였다. 이 사고로 한국인 선장과 기관장 2명이 사망하였다.
- 6월 21일 - 대한민국 정부세종청사에서 국토교통부는 영남권 신공항건설을 부산광역시 가덕도와 경상남도 밀양시 후보가 아닌 김해국제공항 확장하는 걸로 결론지었다.
- 6월 22일 - 조선민주주의인민공화국은 원산 일대에서 무수단 미사일 2기를 발사하였으나 1기는 공중 폭발하였고, 1기는 약 400km를 비행, 성공하였다.
- 6월 24일 - 영국에서 실시된 유럽 연합(EU) 잔류에 대한 찬반투표에서 반대(브렉시트)가 찬성보다 많은 결과가 나옴으로써 EU의 전신인 유럽 경제 공동체(EEC)에 가입한 이후 43년만에 영국이 유럽연합에서 공식 탈퇴하였다.
- 6월 28일 - 튀르키예 이스탄불 아타튀르크 공항에서 폭탄테러가 발생해 45명이 사망하고 239명이 부상을 입었다.
- 6월 30일 - 로드리고 두테르테가 필리핀의 대통령으로 공식 취임하였다.

### 7월
- 7월 1일 - 방글라데시 다카의 한 식당에서 IS가 인질극을 벌여서 24명이 사망하고 13명은 구출되었다.
- 7월 4일 - 경기도 부천시가 일반구 3개를 폐지하고 행정복지센터 10개로 개편했다.
- 7월 5일 - 울산광역시 동구 동쪽 52 km 해상에서 규모 5.0의 지진이 발생하였다.
- 7월 8일 - 대한민국과 미국이 조선민주주의인민공화국의 핵과 미사일 도발에 맞서 고고도미사일방어체계 배치를 결정지었다.
- 7월 9일 - 조선민주주의인민공화국이 함경남도 신포군 동남쪽 해상에서 잠수함탄도미사일을 발사하였다.
- 7월 10일 - 일본 참의원 선거에서 과반수 획득은 물론 개헌 발의선을 확보하였다.
- 7월 11일 - 영국의 새 총리를 뽑는 경선에서 테리사 메이 영국 외무장관이 후임 총리로 당선되었다.
- 7월 12일 - 네덜란드 헤이그 중재재판소에서 중화인민공화국의 남중국해 대부분의 영유권을 주장한다는 것은 법적 근거가 없다고 패소 판결을 내렸다.
- 7월 14일 - 프랑스 니스에서 바스티유의 날 축제 때 대형 트럭 한 대가 군중을 덮쳐 84명이 사망하고 202명이 부상을 입었다.
- 7월 15일
  - 네이버 라인이 뉴욕 증시와 도쿄 증시에 상장되었다.
  - 튀르키예에서 군부가 쿠데타를 일으켰으나 실패하였다. 이 과정에서 265명이 사망하고 1440여명이 부상을 당했으며, 1500여명이 체포되었다.
- 7월 17일 - 강원도 평창군 봉평면 영동고속도로 봉평터널 입구에서 5중 추돌사고가 발생해 4명이 사망하고 37명이 부상을 입었다.
- 7월 19일 - 조선민주주의인민공화국이 황해북도 황주군 일대에서 탄도미사일 3발을 발사하였다.
- 7월 21일 - 국제스포츠중재재판소는 러시아가 국제육상경기연맹을 상대로 낸 리우올림픽 출전 금지 취소소송을 기각하였다.
- 7월 22일
  - 고려항공 JS 151편 여객기가 기내 화재로 인해 중화인민공화국 선양시에서 긴급 착륙하였으나, 승객과 승무원 75명이 무사하였다.
  - 독일 바이에른주 뮌헨에서 총기 난사 사건이 발생해 9명이 사망하고 16명이 부상을 입었다. 용의자는 스스로 목숨을 끊었다.
- 7월 23일 - 아프가니스탄 카불에서 폭탄테러가 발생해 80명이 사망하고 260명이 부상을 입었다.
- 7월 25일 - 미국 플로리다주 포트마이어스의 한 나이트클럽에서 총기 난사 사건이 발생하여 2명이 사망하고 14명에서 17명이 부상을 입었다.
- 7월 26일
  - 일본 가나가와현 사가미하라 시의 한 장애인 시설에서 칼부림 사건이 발생하여 19명이 사망하고 45명이 부상을 입었다.
  - 프랑스 센마리팀주의 셍테티엔 뒤 루브래의 성당에서 폭탄테러가 발생해 성당의 신부님과 인질극 2명이 사망하였다.
- 7월 31일 - 미국 텍사스주 오스틴 중심가에서 총격사건이 발생해 1명이 사망하고 3명이 부상을 입었다.

### 8월
- 8월 2일 - 템펠 1 혜성이 접근함
- 8월 5일 - 브라질 리우데자네이루에서 제31회 하계 올림픽 개최. (~ 8월 21일)
- 8월 8일 - 파키스탄 퀘타의 한 병원에서 폭탄테러가 발생해 77명이 사망하고 100명이 부상을 입었다.
- 8월 9일 - 새누리당 대회에서 당 대표로 호남 출신 이정현 (정치인)이 당선되었다.
- 8월 12일 - 경상북도 경산시 하양읍의 기온이 40.3 °C까지 올라 기상 관측 사상 최고 기온을 기록됐다.
- 8월 20일
  - 튀르키예 가지안테프의 결혼식장에서 폭탄테러가 발생해 51명이 사망하고 94명이 부상을 입었다.
  - 중화인민공화국 티베트에 큰 용이 떨어졌다.
- 8월 24일
  - 이탈리아 중부에 있는 움브리아주 노르차 남서쪽 10 km 부근에서 규모 6.2의 지진이 발생해 298명이 사망하고 387명이 부상을 입었다.
  - 미얀마 중부의 차우크 서쪽 25 km 지점에서 규모 6.8의 지진이 발생해 4명이 사망하고 20명이 부상을 입었다.
- 8월 26일 - SBS TV의 예능 프로그램 '미운 우리 새끼'가 첫방송을 개시하였다.

### 9월
- 9월 2일 - 필리핀 다바오의 한 야시장에서 폭탄테러가 발생해 15명이 사망하고 71명이 부상을 입었다.
- 9월 5일 - 아프가니스탄 카불에서 폭탄테러가 발생해 25명이 사망하고 97명이 부상을 입었다.
- 9월 7일 - 브라질 리우데자네이루에서 2016년 하계 패럴림픽 개최. (~ 9월 18일)
- 9월 12일 - 경상북도 경주시 남남서쪽 8 km 지점에서 각각 규모 5.1의 전진과 규모 5.8의 지진이 발생해 23명이 부상을 입었다. 이는 국내에서 관측된 지진 중 가장 규모가 큰 지진이었다.
- 9월 19일 - 경상북도 경주시 남남서쪽 11 km 지점에서 규모 4.5의 지진이 발생하였다.
- 9월 21일 - 일본 가나가와현 요코하마 남남동쪽 603 km 해역에서 규모 6.3의 지진이 발생하였다.

### 10월
- 10월 13일
  - 경부고속도로에서 관광버스 화재가 발생해 13명이 사망하고 2명이 부상을 입었다.
  - 태국의 국왕 라마 9세가 세상을 떠났다.
- 10월 19일 - 서울특별시 강북구 미아동과 번동을 연결하는 오패산터널에서 한 40대 남성과 경찰 간의 총격전이 벌어져 경찰관 1명이 사망하고 시민 2명이 부상을 입었다.
- 10월 21일 - 일본 돗토리현에서 서남서쪽 32 km 지점에서 규모 6.6의 지진이 발생해 16명이 부상을 입었다.
- 10월 24일 - 파키스탄 퀘타의 한 경찰학교에서 폭탄테러가 발생해 61명이 사망하고 118명이 부상을 입었다.
- 10월 29일 - 대한민국에서 박근혜 대통령 퇴진 운동이 시작되었다.

### 11월
- 11월 1일 - 순창군 출신의 한 40대 남성이 포크레인을 몰고 대한민국 검찰청 청사로 돌진해왔다. 이로 인해 현관 유리창이 부서지고 대검찰청 민원실 쪽 출입문이 손상되었으며 차량 차단기가 부서지고 계단에 설치된 난간이 엿가락처럼 휘는 등 약간의 재산 피해가 났다. 그리고 포크레인 저지 과정에서 청사 경비원과 경찰관 1명이 다쳐 병원 치료를 받았다.
- 11월 9일 - 미국 대통령 선거에서 공화당의 후보였던 도널드 트럼프가 민주당의 힐러리 클린턴 후보를 선거인단 수 306대 232로 누르고 제45대 미국 대통령에 선출되었다.
- 11월 13일
  - 뉴질랜드 앰벌리 북북동쪽 46 km 지역에서 규모 7.4의 지진이 발생하였다.
  - 뉴질랜드 카이코우라 북서쪽 28 km 지역에서 규모 6.2의 지진이 발생하였다.
  - 아르헨티나 칠레시토 북쪽 26 km 지역에서 규모 6.2의 지진이 발생하였다.
- 11월 25일 - 엘살바도르 산살바도르 남남동쪽 196 km 해역에서 규모 7.2의 지진이 발생하였다.
- 11월 29일 - 브라질 상파울루에서 출발해 볼리비아 산타크루스를 경유하여 콜롬비아 메데인으로 가던 도중에 기상 악화 및 연료 부족, 전기 결함 등으로 인하여 콜롬비아 북부 산악지대에 라미아 항공 2933편 추락 사고가 발생해 71명이 사망하였다.
- 11월 30일 - 대구광역시 중구 서문시장에서 화재가 발생하였다.

### 12월
- 12월 2일 - 페루 아레키파 북동쪽 143 km 지역에서 규모 6.3의 지진이 발생하였다.
- 12월 7일 - 인도네시아 아체주에서 규모 6.5의 지진이 발생해 최소 97명이 사망하고 600여명이 부상을 입었다.
- 12월 9일
  - 박근혜 대통령 탄핵 소추안이 가 234표, 부 56표, 기권 2표, 무효 7표로 국회를 통과하였다. 헌법재판소의 탄핵 심판이 접수되어 오후 7시 3분부터 대통령의 직무가 정지되었다.
  - 솔로몬 제도 키라키라 서남서쪽 63 km 해역에서 규모 8.0의 지진이 발생하였다. 이로 인해 솔로몬 제도에 쓰나미 경보가 내려졌다.
  - 감비아에서 헌정위기가 발생하였다.
- 12월 10일 - 튀르키예 이스탄불 축구장에서 폭탄테러가 발생해 46명이 사망하고 155명이 부상을 입었다.
- 12월 17일 - 파푸아뉴기니 타론 동쪽 60 km 해역에서 규모 8.0의 지진이 발생하였다.
- 12월 19일
  - 독일 베를린의 한 크리스마스 시장에서 사람이 탄 트럭이 돌진하였다. 폭탄테러가 발생해 총 12명이 사망하고 48명이 부상을 입었다.
  - 한 남성이 1톤 트럭을 몰고 JTBC 사옥으로 돌진하였다. 다행히 다친 사람은 없었지만, 1층 정문이 파손됐다.
  - 튀르키예 앙카라의 현대 미술 센터에서 열린 예술 전시회에 참석 중이던 주 튀르키예 러시아 대사 안드레이 카를로프가 현지 경찰관에게 총으로 암살당했다. 범인은 몇 분 후 다른 경찰관들에게 사살됐다.
- 12월 25일 - 칠레 푸에르토 퀠론 서남서쪽 77 km 해역에서 규모 7.7의 지진이 발생하였다.

## 문화
- 1월 12일 - 마이크로소프트에서 윈도우 XP 임베디드, 윈도우 8, 인터넷 익스플로러 7, 8, 9, 10의 모든 지원을 중단하였다.[1]
- 1월 15일 - 걸그룹 카라가 해체됐다.
- 1월 30일 - 신분당선 정자~광교 구간 개통.
- 2월 12일 - 2회 동계 청소년 올림픽이 노르웨이 릴레함메르에서 개막하였다.
- 2월 14일 - 교황 프란치스코와 러시아 정교회의 모스크바 총대주교 키릴이 쿠바에서 만나 공동 선언에 서명하였다.
- 2월 20일 - 경상북도청이 경상북도 안동시 풍천면 갈전리 신청사로 이전하였다.
- 2월 21일
  - 2015-2016년 KCC 프로 농구 정규리그 마지막 경기에서 전주 KCC 이지스 프로농구단이 정규리그 우승을 차지하였다.[2]
  - 2회 동계 청소년 올림픽이 노르웨이 릴레함메르에서 폐막하였다.
  - 삼성전자의 갤럭시 S7과 LG전자의 LG G5가 스페인 바르셀로나 가전박람회에서 처음 공개되었다.
- 2월 26일 - 제주특별자치도 서귀포시 강정마을에서 제주 해군기지가 완공되었다.
- 2월 28일
  - 제88회 아카데미상 시상식이 캘리포니아주 로스앤젤레스 할리우드의 돌비 극장에서 열렸다.
  - 제88회 아카데미상에서 《스포트라이트》가 작품상, 알레한드로 곤살레스 이냐리투가 감독상, 레오나르도 디카프리오가 남우주연상, 브리 라슨이 여우주연상을 수상하였으며, 《매드 맥스: 분노의 도로》는 최다 수상인 6개 부문에서 수상하였다.
- 3월 1일 - 대한민국 JTBC2 개국.
- 3월 4일 - 월트 디즈니 픽처스의 영화 주토피아가 개봉되었다.
- 3월 8일 - 2016년 KBO 리그의 시범경기가 개막하였다.
- 3월 9일
  - 오전 10시 10분부터 오전 11시 24분까지 일식이 진행되었다. 반대로 태평양과 인도양에서는 개기 일식이 진행되었다.
  - 이세돌 9단과 인공지능 알파고와의 바둑대결이 1주일간의 일정으로 시작되었다. 바둑 대결에서 알파고가 1번째 대국에서 처음으로 승리하였다.
- 3월 11일 - 미국과 캐나다가 19년만에 정상회담을 개최했다.
- 3월 15일 - 이세돌 9단과 알파고와의 5번째 바둑대결에서 알파고가 승리했다. 이로써 이세돌은 1승 4패, 알파고는 4승 1패로 알파고의 최종 우승이 확정되었다.
- 3월 19일 - 대구삼성라이온즈파크 개장.
- 3월 26일 - 홋카이도 신칸센 신아오모리역에서 신하코다테호쿠토역 구간이 개통되었다.
- 3월 29일 - 한국프로농구 KBL 챔피언 결정전 6차전에서 고양 오리온 오리온스가 전주 KCC 이지스를 120대 86으로 꺾고 시리즈 전적 4승 2패로 2002년 이후 14년만에 통산 2번째 우승을 달성하였다.
- 4월 1일 - 2016년 KBO 리그가 개막하였다.
- 4월 12일 - 플라이강원 설립
- 4월 14일 - 1세대 아이돌 그룹 젝스키스가 16년만에 재결합하였다.
- 4월 22일 - 볼빨간사춘기가 데뷔하였다.
- 4월 27일 - 대한민국의 MBN플러스 개국.
- 4월 30일 - 로또 6/45가 700회를 맞이했다.
- 5월 - 에어로케이항공 설립
- 5월 3일 - 축구리그인 프리미어리그에서 레스터 시티 FC가 창가 16만에 단 132년만에 첫 우승을 하였다.
- 5월 4일 - 《Mnet PRODUCE 101》을 통해 탄생한 걸그룹 아이오아이가 데뷔하였다.
- 5월 9일 - 수성 일면통과가 발생하였다. 남아메리카, 북아메리카 동부, 서유럽에서 전 과정을 볼 수 있고 오스트레일리아와 동아시아를 제외한 모든 지역에서 일부 과정을 볼 수 있게 되었다.
- 5월 10일 - KNN 러브FM 개국.
- 5월 25일 - 제3대 천주교 원주교구장 조규만 주교의 착좌식이 거행되었다.
- 6월 1일 - 세계에서 가장 길고 깊은 교통 터널인 고트하르트 베이스 터널(GBT)이 개통되었다.
- 6월 3일 - 2016년 코파 아메리카가 미국에서 개막하였다.
- 6월 8일 - 천주교 마산교구 제5대 교구장 배기현 주교의 주교 서품식과 교구장 착좌식이 거행되었다.
- 6월 10일 - UEFA 유로 2016이 프랑스에서 개막하였다.
- 6월 16일 - 상하이 디즈니랜드 개장.
- 6월 26일
  - 2016년 코파 아메리카가 미국에서 폐막하였다.
  - 파나마 운하가 102년만에 확장 개통되었다.
- 7월 10일 - 포르투갈이 사상 첫 우승을 차지하면서 UEFA 유로 2016이 프랑스에서 폐막하였다.
- 7월 19일 - 전미 농구 협회 소속인 클리블랜드 캐벌리어스가 골든스테이트 워리어스를 꺾고 창단 이래 처음으로 우승을 차지하였다.[3]
- 7월 26일 - 제31차 세계 청년 대회가 폴란드 크라쿠프에서 개막하였다.
- 7월 28일 - 재건축·재개발 사업 시행자가 기부채납 토지의 50%까지를 부동산이 아닌 현금으로 납부할 수 있게 규정한 도시정비법(도시 및 주거환경 정비법) 시행령 개정안이 개정, 발효되었다.
- 7월 29일 - 마이크로소프트에서 윈도우 10 무료 업그레이드 지원을 종료하였다.
- 7월 30일 - 인천 도시철도 2호선이 개통되다.
- 7월 31일
  - 제31차 세계 청년 대회가 폴란드 크라쿠프에서 폐막하였다.
  - 해리 포터와 저주받은 아이가 출판되었다.
- 8월 2일
  - 삼성전자가 미국 뉴욕에서 삼성 갤럭시 언팩 2016을 열고 갤럭시 노트7을 공개했다.
  - 윈도우 10 레드스톤 업데이트의 배포가 시작되었다.
- 8월 5일 - 2016년 하계 올림픽이 브라질 리우데자네이루에서 개막하였다.
- 8월 8일 - YG 엔터테인먼트 소속 걸그룹 블랙핑크가 데뷔하였다.
- 8월 18일 - 대한민국 제주특별자치도에서 TBN제주교통방송 개국이다.
- 8월 19일 - 삼성이삼성갤럭시노트7을 출시했다.
- 8월 21일 - 2016년 하계 올림픽이 브라질 리우데자네이루에서 폐막하였다.
- 9월 7일 - 2016년 하계 패럴림픽이 브라질 리우데자네이루에서 개막하였다.
- 9월 8일 - 대구 도시철도 1호선 설화명곡역 ~ 대곡역 구간이 개통되었다.
- 9월 18일 - 2016년 하계 패럴림픽이 브라질 리우데자네이루에서 폐막하였다.
- 9월 24일 - 2016 하계 패럴림픽의 폐막 이후에는 수도권 전철 경강선이 판교~여주 복선전철 전 구간이 개통되었다.
- 10월 1일
  - 청주문화방송과 충주문화방송이 통합되면서 MBC충북으로 출범되었다.
  - 케세이퍼시픽 항공이 하네다 국제공항~홍콩 국제공항간의 운항을 마지막으로 보잉 747-400을 퇴역시켰다.
- 10월 26일 - 쿠키런 오븐브레이크가 출시되다.
- 10월 31일 - 마이크로소프트에서 윈도우 7, 윈도우 8.1 판매가 단종되었다.
- 11월 2일 - KBO 리그 한국시리즈 4차전에서 두산 베어스가 NC 다이노스를 8대 1로 꺾고 시리즈 전적 4승으로 통산 5번째 우승을 달성하였다. 2015년 한국시리즈에 이은 2연패이다.
- 11월 3일 - 메이저 리그 베이스볼 월드 시리즈 7차전에서 시카고 컵스가 클리블랜드 가디언즈를 8대 7로 꺾고 시리즈 전적 4승 3패로 1908년 이후 108년만에 통산 3번째 우승을 달성하고 폐막하였다.
- 11월 11일 - 광주원주고속도로가 개통되었다.
- 11월 14일 - 1948년 이후 68년만에 슈퍼문이 뜨다. (1948년 이후 68년만에 달과 지구 사이의 거리가 가장 가까워지다. 근지점 참조)
- 11월 17일 - 2017학년도 대학수학능력시험이 시행되었다.
- 12월 9일 - 수서고속철도가 개통되었다.
- 12월 12일 - 동대구복합환승센터 개장.
- 12월 27일 - 천주교 인천교구 제3대 교구장 정신철 주교의 착좌 미사가 거행되었다.
- 12월 24일 - KBS 연예대상에서 김종민이 대상수상 하였다.또한 일본의 한 서일본 여객철도 323계 전동차가 운행 개시 했다.
- 12월 25일 - SBS 연예대상에서 신동엽이 대상수상 하였다.
- 12월 26일
- 하이패스 전용 나들목 경부고속도로 옥산IC의 서울방향 진출입로가 개통됐다.
- 서산영덕고속도로 낙동JC ~ 영덕IC 구간이 개통됐다.
- 12월 29일 - MBC 방송연예대상에서 유재석이 대상수상 하였다.
- 12월 30일
  - MBC 연기대상에서 이종석이 대상수상 하였다.
  - 부산권 전철 동해선 부전역 ~ 일광역 8구간 개통.
- 12월 31일 - CGTN가 정식 방송을 시작했다.

## 탄생
- 1월 4일 - 대한민국의 아역 배우 정민준.
- 1월 29일 - 대한민국의 유튜버 김승리.
- 2월 5일 - 부탄의 왕태자 지그메 남기엘 왕축.
- 3월 2일 - 스웨덴의 왕자 스코네 공작 오스카르 왕자.
- 4월 27일 - 대한민국의 아역 배우 윤채나.
- 6월 1일 - 대한민국의 아역 배우, 모델 한주현.
- 6월 11일 - 대한민국의 아역배우 신수아.

### 미상
- 대한민국의 배우 강혜원.

## 사망

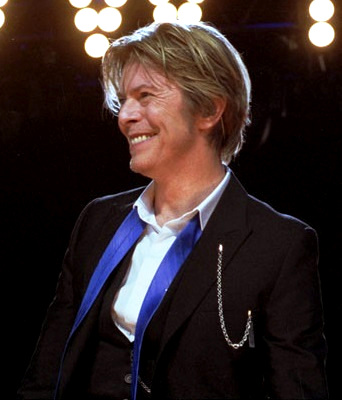
데이비드 보위

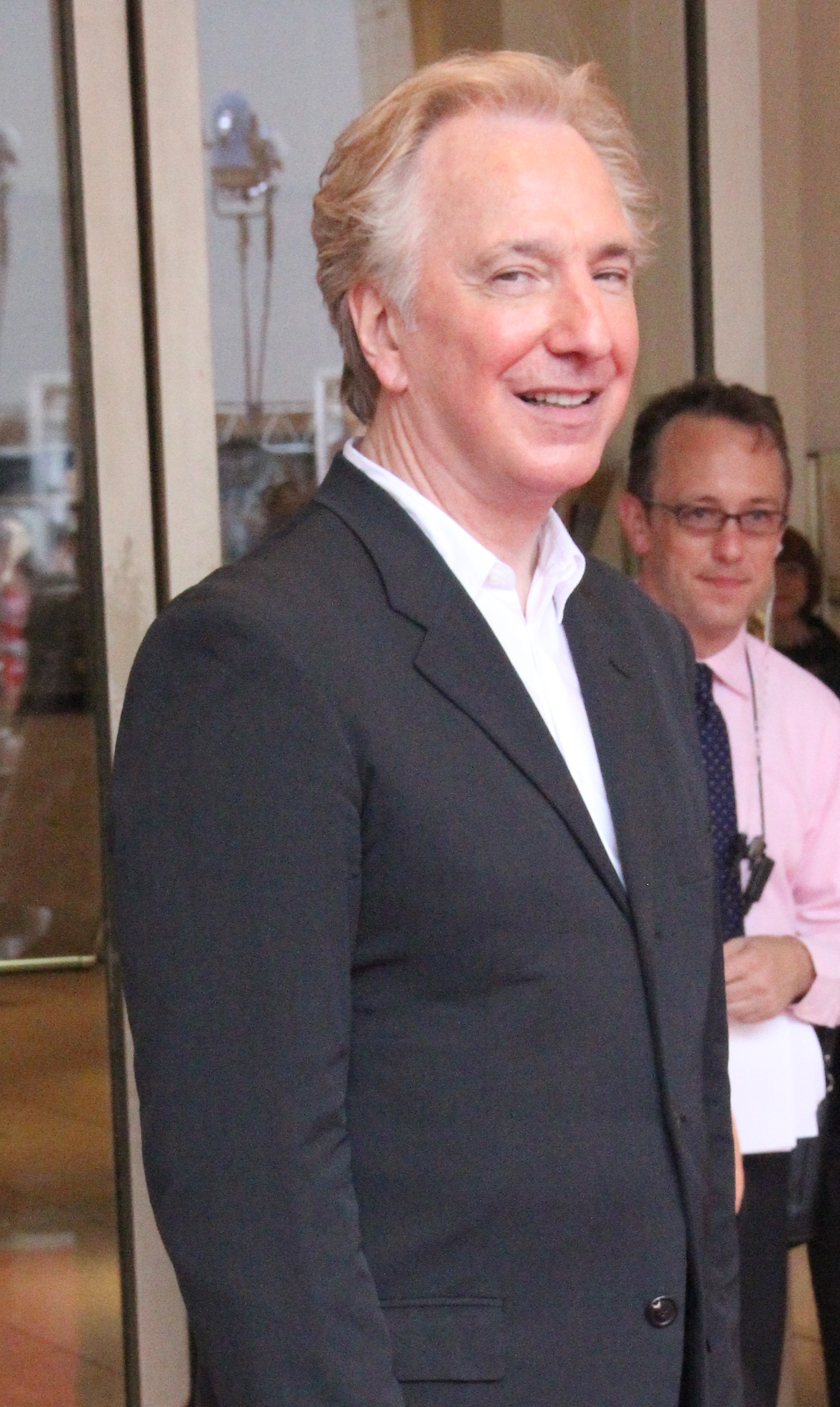
앨런 릭먼

부트로스 부트로스갈리

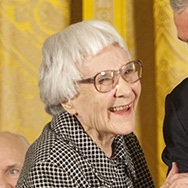
하퍼 리

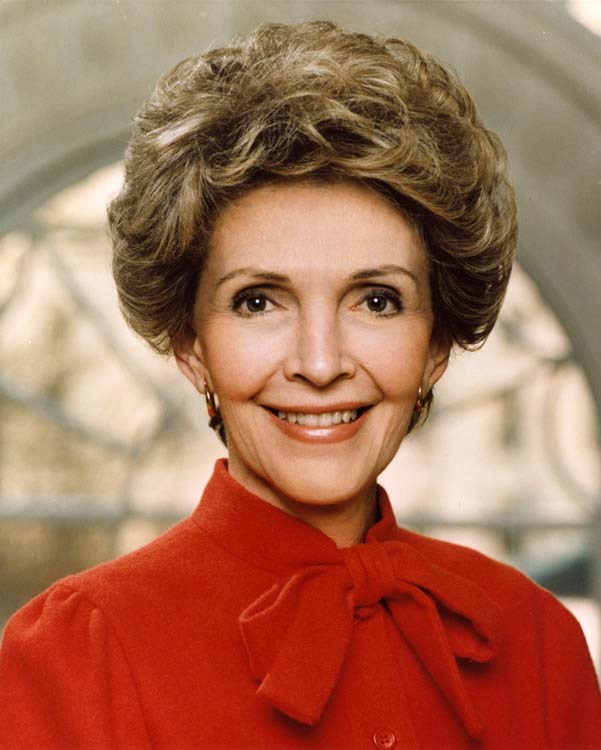
낸시 레이건

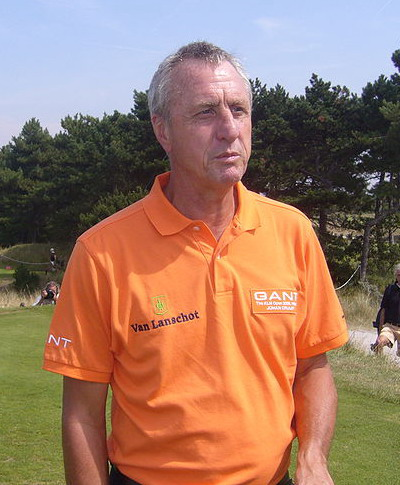
요한 크라위프

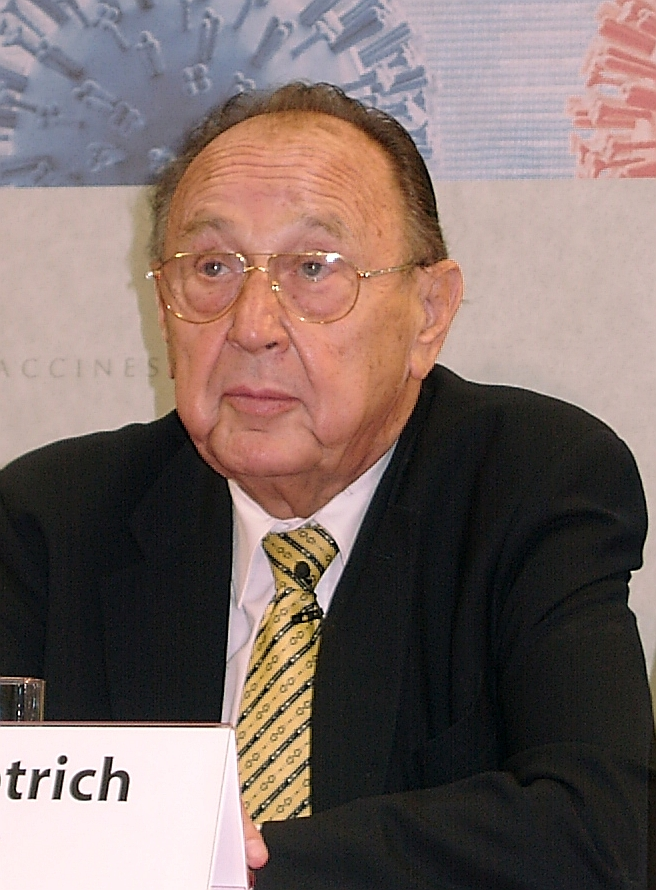
한스디트리히 겐셔

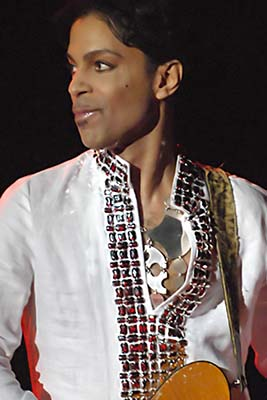
프린스

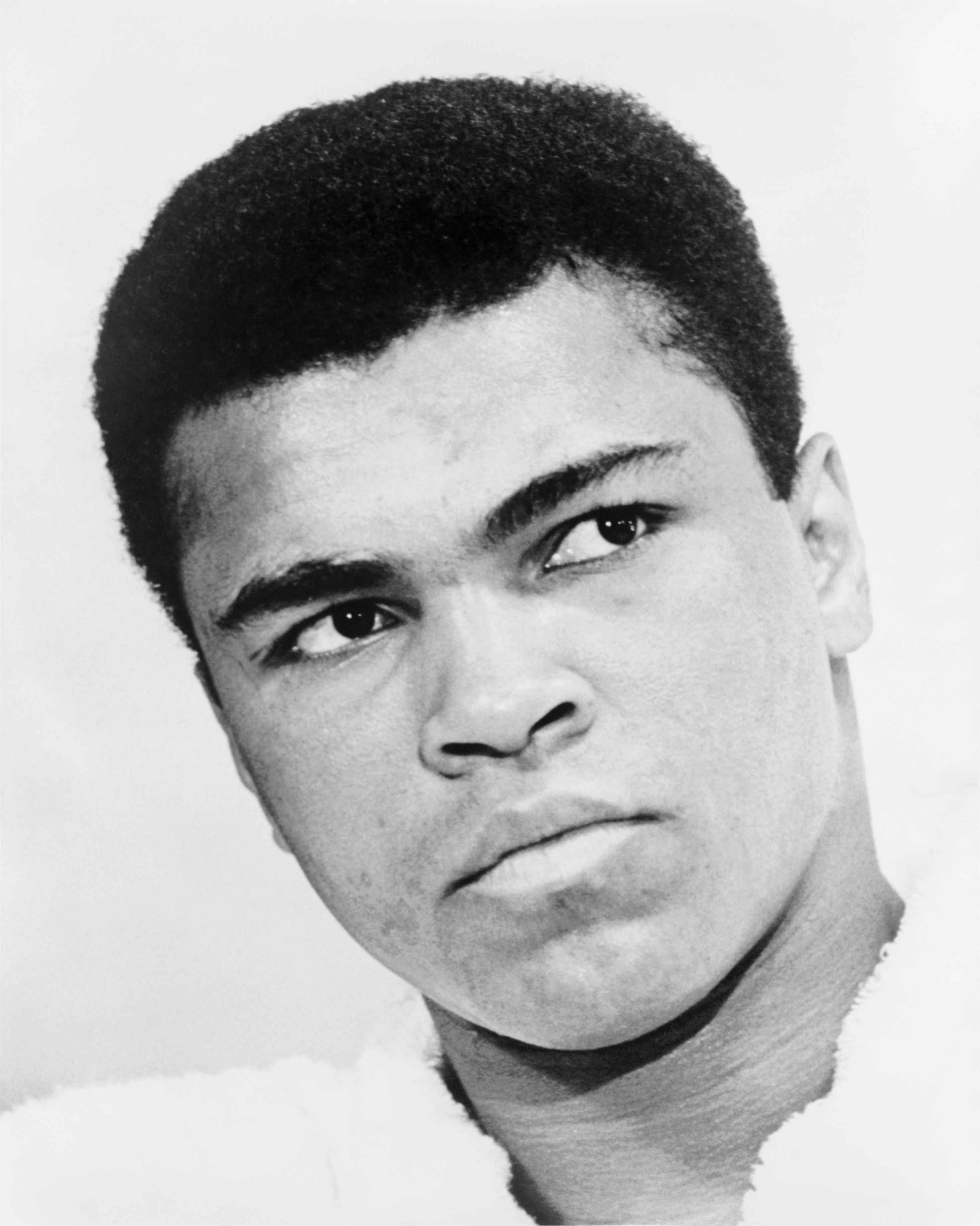
무하마드 알리

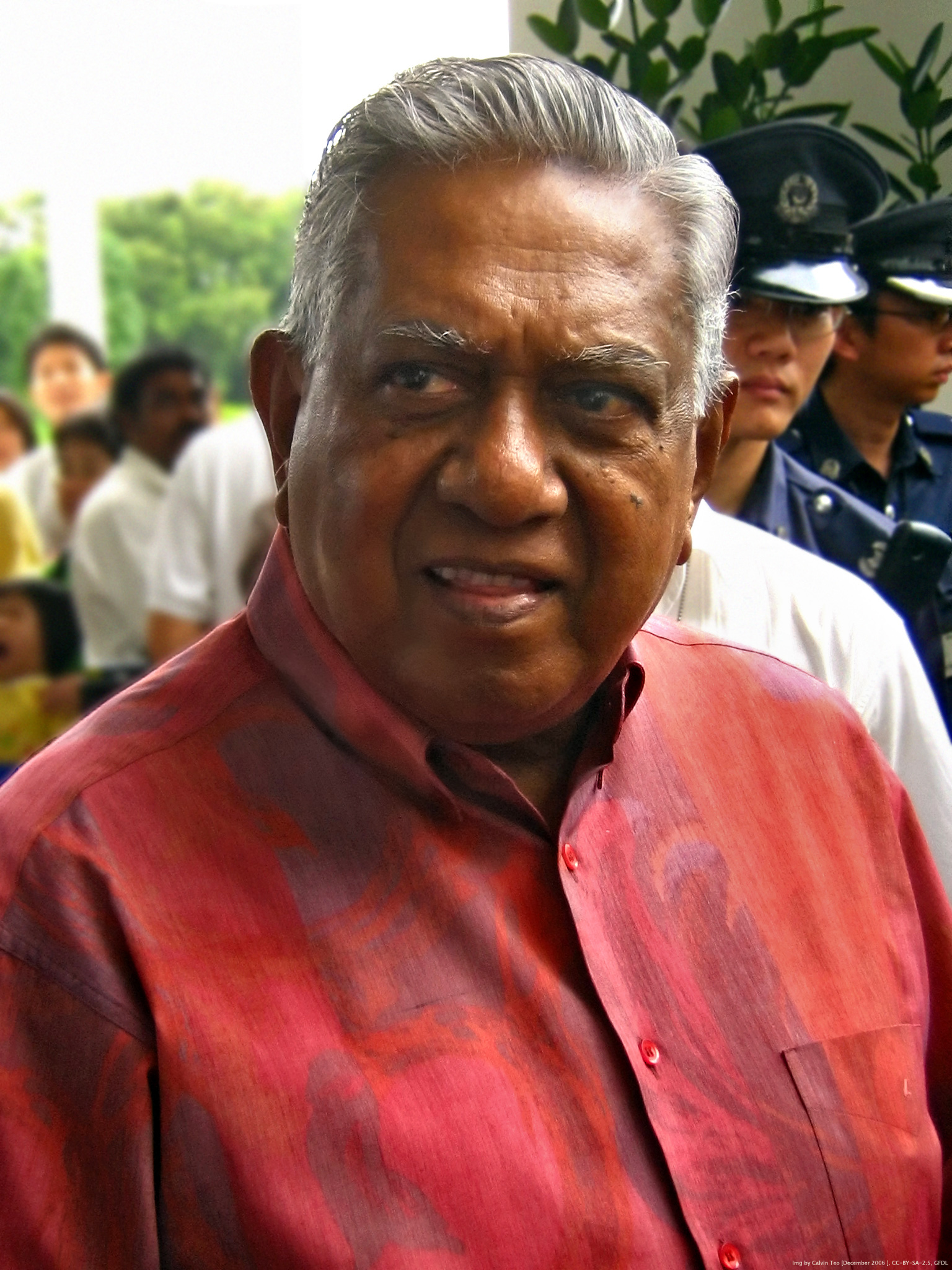
S. R. 나산

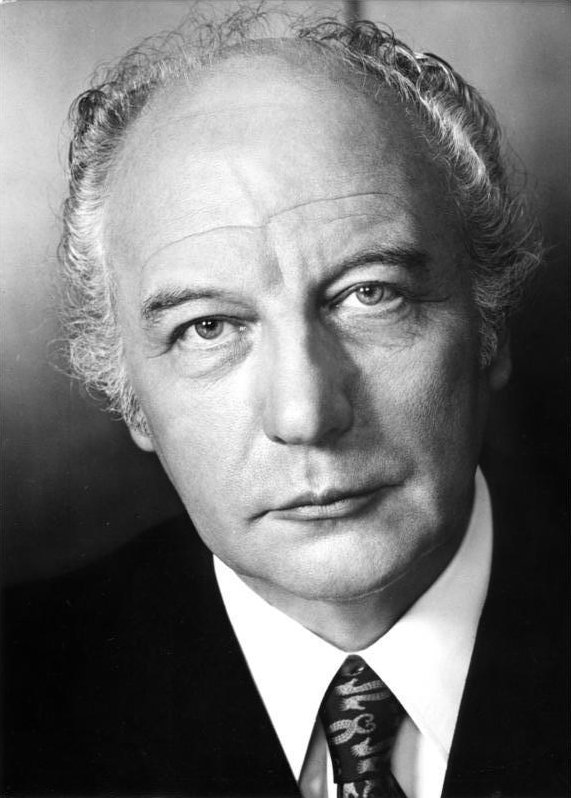
발터 셸

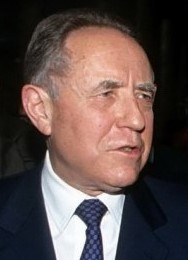
카를로 아첼리오 참피

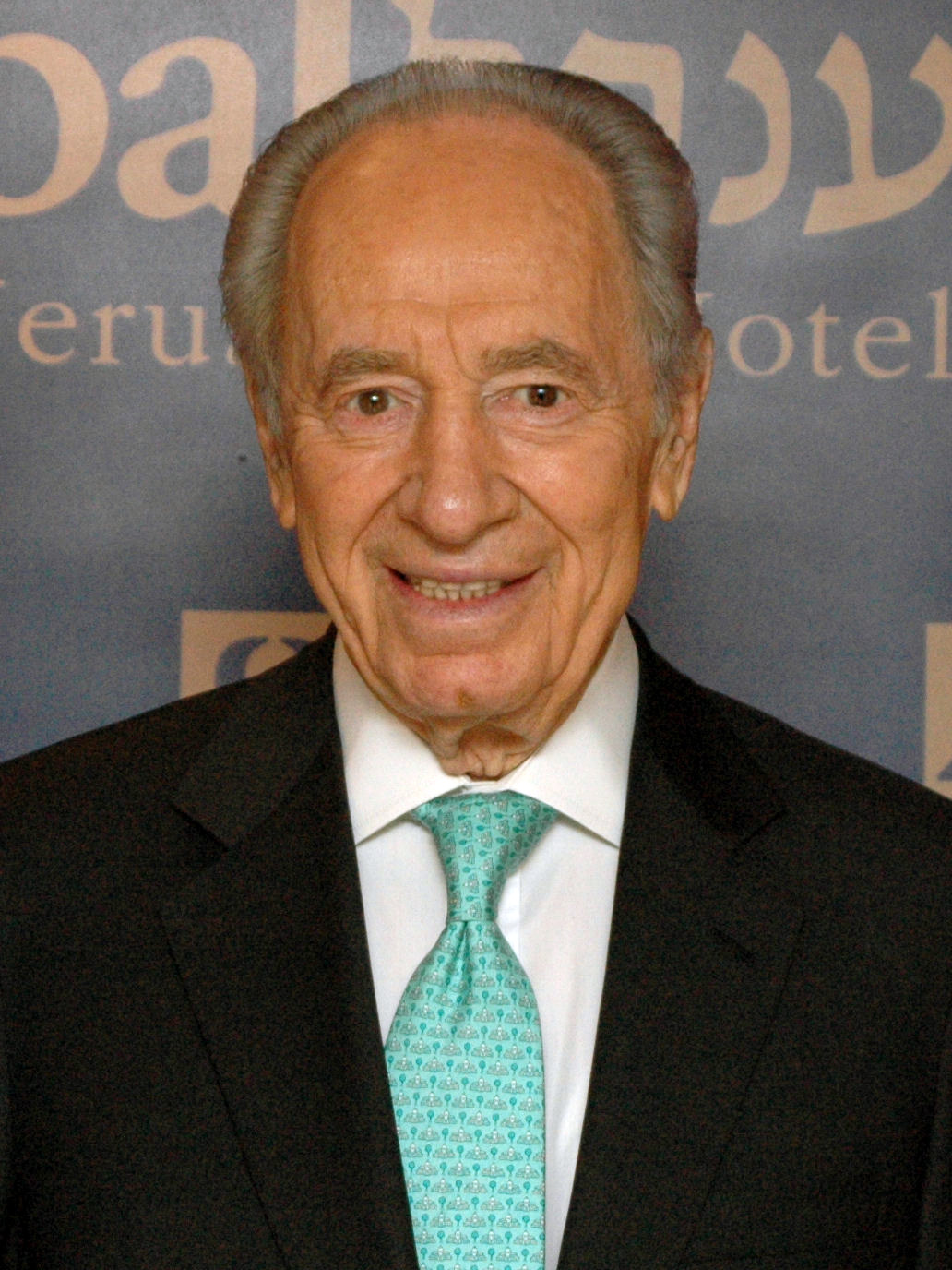
시몬 페레스

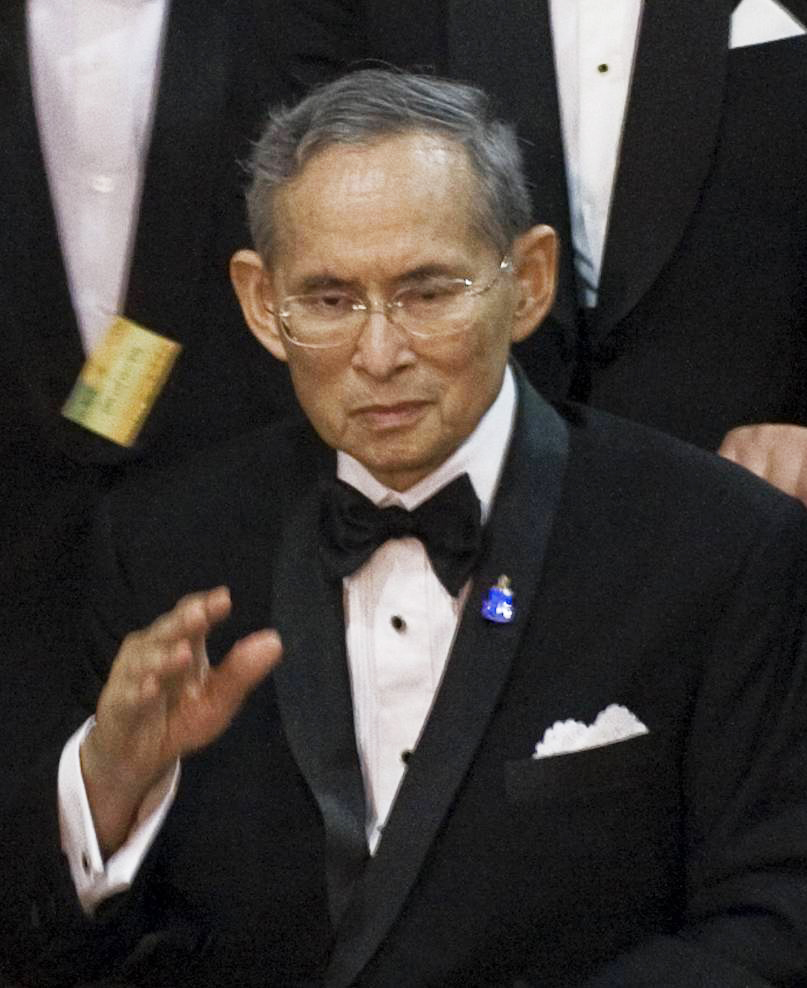
푸미폰 아둔야뎃

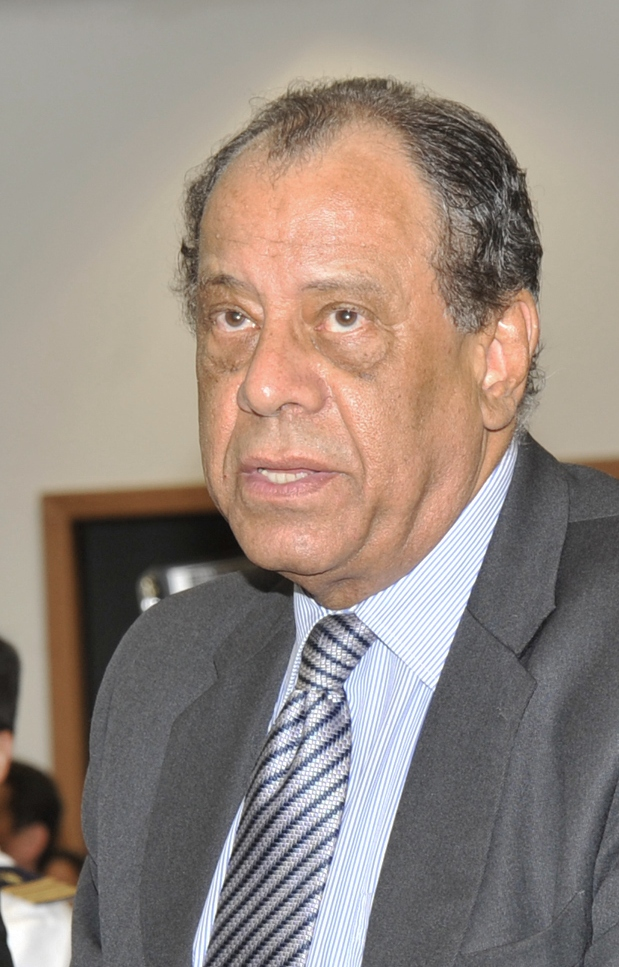
카를루스 아우베르투 토히스

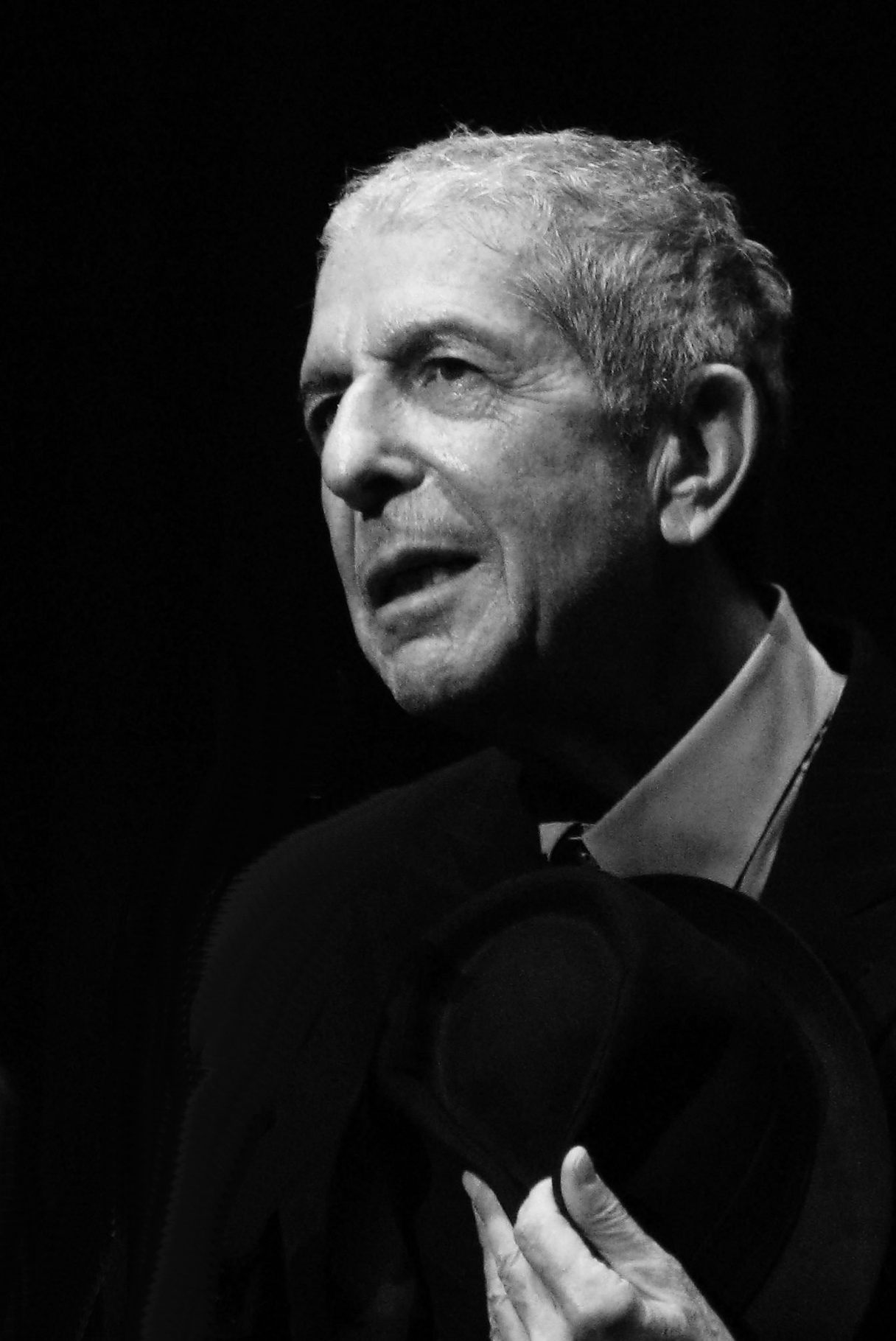
레너드 코언

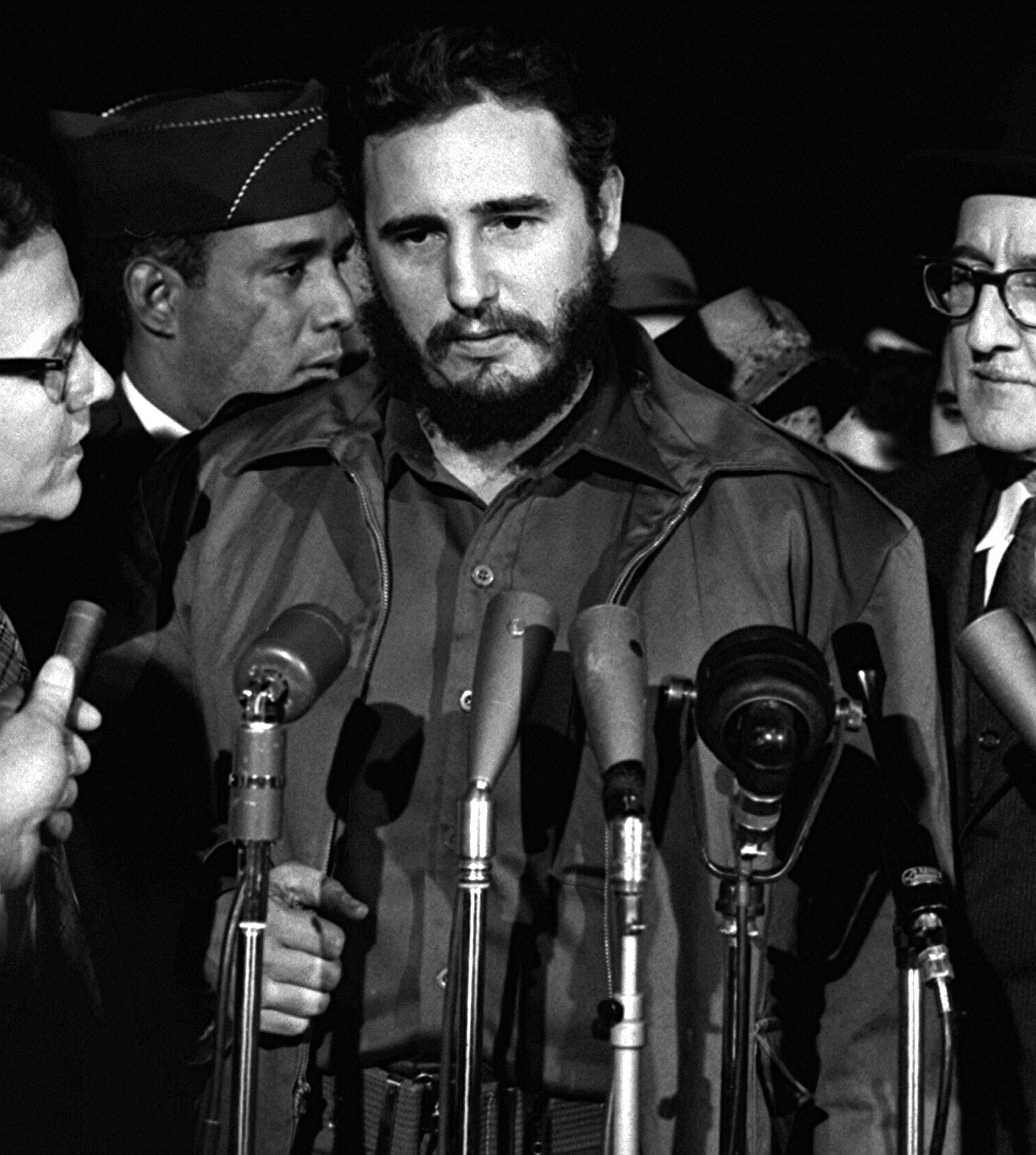
피델 카스트로

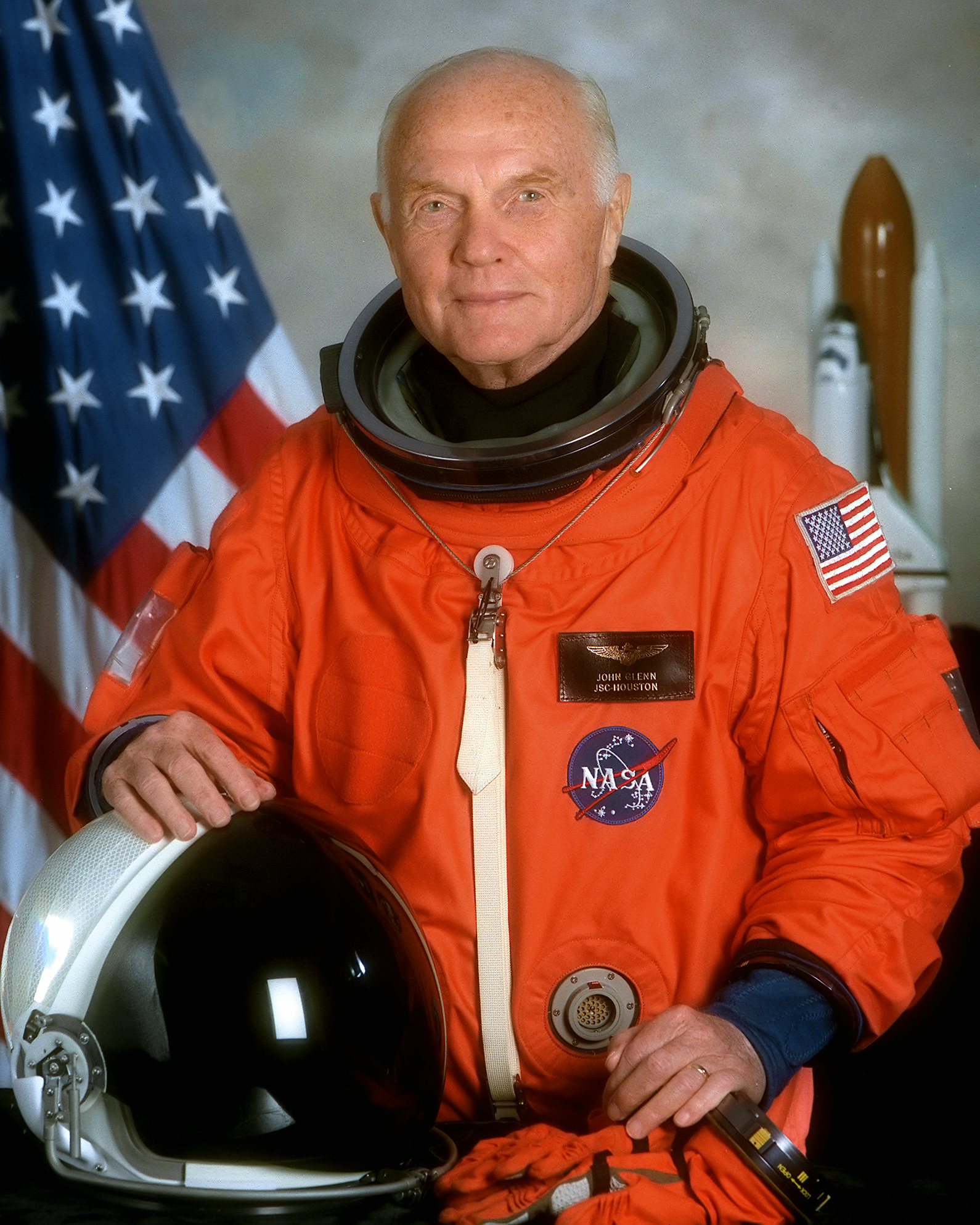
존 글렌

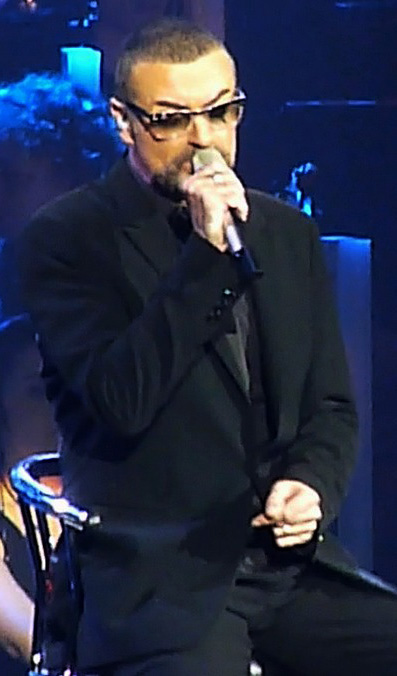
조지 마이클

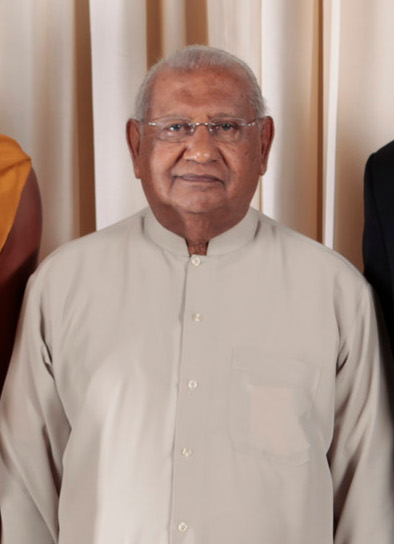
라트나시리 위크레마나야케

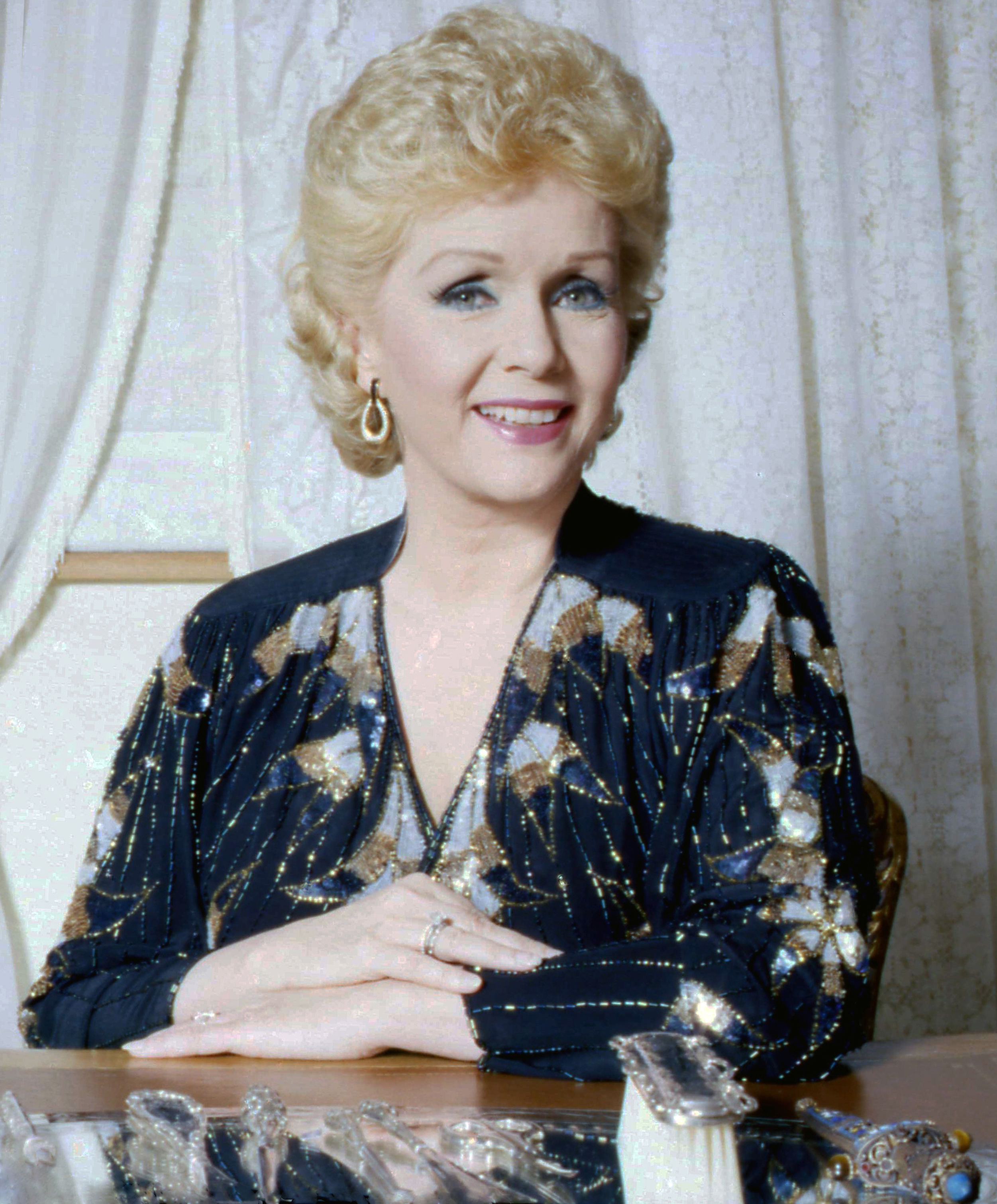
데비 레이놀즈

### 1월
- 1월 2일 - 사우디아라비아의 시아파 지도자 님르 알님르. (1959년~)
- 1월 3일
  - 대한민국의 만화가 이상무. (1946년~)
  - 미국의 외교관 스티븐 보즈워스. (1939년~)
- 1월 5일 - 프랑스의 지휘자, 작곡가 피에르 불레즈. (1925년~)
- 1월 8일 - 대한민국의 연극배우 백성희. (1925년~)
- 1월 10일 - 영국의 가수 데이비드 보위. (1947년~)
- 1월 14일 - 영국의 배우 앨런 릭먼. (1946년~)
- 1월 15일 - 대한민국의 경제학자 신영복. (1941년~)
- 1월 18일
  - 대한민국의 야구 선수 황규봉. (1953년~)
  - 미국의 가수 글렌 프라이. (1948년~)
- 1월 19일 - 이탈리아의 영화 감독 에토레 스콜라. (1931년~)
- 1월 21일 - 대한민국의 무용가 강선영. (1925년~)
- 1월 25일 - 독일의 기자, 언론인 위르겐 힌츠페터. (1937년~)
- 1월 27일 - 대한민국의 종교인 이상훈. (1924년~)
- 1월 28일 - 미국의 가수 폴 캔트너. (1941년~)
- 1월 29일 - 프랑스의 영화감독 자크 리베트. (1928년~)

### 2월
- 2월 1일
  - 대한민국의 정치인 김명윤. (1924년~)
  - 과테말라의 군인, 정치인 오스카르 움베르토 메히아 빅토레스. (1930년~)
- 2월 3일 - 미국의 가수 모리스 화이트. (1941년~)
- 2월 10일 - 대한민국의 축구 선수, 축구 감독 정병탁. (1942년~)
- 2월 13일 - 미국의 대법관 앤터닌 스컬리아. (1936년~)
- 2월 16일 - 이집트의 정치인이자 전 유엔 사무총장 부트로스 부트로스갈리. (1922년~)
- 2월 17일 - 폴란드의 영화감독 안제이 주와프스키. (1940년~)
- 2월 18일 - 일본의 소설가 쓰시마 유코. (1947년~)
- 2월 19일
  - 미국의 소설가 하퍼 리. (1926년~)
  - 이탈리아의 소설가 움베르토 에코. (1932년~)
- 2월 20일
  - 대한민국의 정치인 이기택. (1937년~)
  - 대한민국의 역도 선수 김성집. (1919년~)
- 2월 27일 - 대한민국의 정치인 이철승. (1922년~)
- 2월 28일 - 미국의 배우 조지 케네디. (1925년~)

### 3월
- 3월 5일
  - 대한민국의 언론인이자 정치가 허문도. (1940년~)
  - 오스트리아의 지휘자 니콜라우스 아르농쿠르. (1929년~)
- 3월 6일 - 미국의 전 영부인 낸시 레이건. (1921년~)
- 3월 8일 - 영국의 음악 프로듀서 조지 마틴. (1926년~)
- 3월 12일 - 미국의 수학자이자 경제학자 로이드 섀플리. (1923년~)
- 3월 14일 - 영국의 작곡가이자 지휘자 피터 맥스웰 데이비스. (1934년~)
- 3월 18일 - 독일의 정치인 기도 베스터벨레. (1961년~)
- 3월 23일 - 대한민국의 정치인이자 언론인 강인섭. (1936년~)
- 3월 24일
  - 대한민국의 정치인 곽정숙. (1960년~)
  - 미국의 기업인이자 공학자 앤디 그로브. (1936년~)
  - 네덜란드의 축구 선수, 축구 감독 요한 크라위프. (1947년~)
- 3월 26일 - 미국의 배우 켄 하워드. (1944년~)
- 3월 27일 - 미국의 배우, 희극인 게리 샌들링. (1949년~)
- 3월 29일 - 미국의 영화배우 패티 듀크. (1946년~)
- 3월 31일
  - 영국의 건축가 자하 하디드. (1950년~)
  - 독일의 정치인 한스디트리히 겐셔. (1927년~)

### 4월
- 4월 3일
  - 대한민국의 쇼트트랙 선수 노진규. (1992년~)
  - 일본의 가수 와다 코지. (1974년~)
  - 이탈리아의 축구 선수이자 축구 감독 체사레 말디니. (1932년~)
- 4월 4일 - 대한민국의 시인 송수권. (1940년~)
- 4월 5일 - 대한민국의 기업인 임대홍. (1920년~)
- 4월 6일
  - 대한민국의 변호사 김창국. (1940년~)
  - 대한민국의 배우 김진구. (1945년~)
  - 미국의 가수 멀 해거드. (1937년~)
- 4월 17일 - 미국의 배우 도리스 로버츠. (1929년~)
- 4월 19일
  - 대한민국의 작가 신봉승. (1933년~)
  - 칠레의 제36대 대통령 파트리시오 아일윈. (1918년~)
- 4월 20일 - 미국의 프로레슬링 선수 차이나. (1969년~)
- 4월 24일 - 대한민국의 모델 허경식. (1986년~)
- 4월 21일 - 미국의 가수 프린스. (1958년~)
- 4월 30일 - 캐나다의 경제학자 스탠리 웡. (1947년~)

### 5월
- 5월 5일 - 대한민국의 만화가 오세영. (1955년~)
- 5월 7일 - 대한민국의 기업인 구태회. (1923년~)
- 5월 8일 - 대한민국의 언론인이자 기업인 방우영. (1928년~)
- 5월 10일 - 대한민국의 군인이자 정치인 강영훈. (1922년~)
- 5월 17일
  - 대한민국의 전 국회의장 김재순. (1923년~)
  - 대한민국의 목사 엄두섭. (1919년~)
- 5월 19일 - 대한민국의 독립운동가이자 군인 겸 정치인 김신. (1922년~)
- 5월 20일 - 조선민주주의인민공화국의 외교관이자 정치가 강석주. (1939년~)
- 5월 30일 - 대한민국의 천주교 인천교구 교구장인 최기산. (1948년~)

### 6월
- 6월 2일 - 대한민국의 배우 정진. (1941년~)
- 6월 3일 - 미국의 권투 선수 무하마드 알리. (1942년~)
- 6월 11일 - 영국의 극작가 피터 섀퍼. (1926년~)
- 6월 13일 - 미국의 가수 크리스티나 그리미. (1994년~)
- 6월 16일 - 대한민국의 공학자이자 정치인 김기형. (1925년~)
- 6월 19일 - 미국의 배우 안톤 옐친. (1989년~)
- 6월 26일 - 대한민국의 배우 김성민. (1973년~)
- 6월 27일
  - 대한민국의 쇼트트랙선수 오세종. (1982년~)
  - 미국의 미래학자 앨빈 토플러. (1928년~)

### 7월
- 7월 2일
  - 미국의 작가 엘리 위젤. (1928년~)
  - 미국의 영화감독 마이클 치미노. (1939년~)
  - 프랑스의 정치인 미셸 로카르. (1928년~)
- 7월 3일
  - 대한민국의 군인이자 정치인 박준병. (1933년~)
  - 대한민국의 작곡가 전오승. (1923년~)
- 7월 4일 - 이란의 영화감독 아바스 키아로스타미. (1940년~)
- 7월 16일 - 대한민국의 가수 손인호. (1926년~)
- 7월 19일 - 미국의 영화감독 게리 마셜. (1934년~)
- 7월 24일 - 미국의 가수 마니 닉슨. (1930년~)
- 7월 31일 - 대한민국의 농학자 이춘녕. (1917년~)

### 8월
- 8월 1일 - 루마니아 왕국 미하이 1세의 왕비 안 드 부르봉파르므. (1923년~)
- 8월 2일
  - 미국의 과학자 아메드 즈웨일. (1946년~)
  - 미국의 영화배우 데이비드 허들스턴. (1930년~)
- 8월 13일
  - 대한민국의 작사가 정두수. (1937년~)
  - 영국의 배우 케니 베이커. (1934년~)
- 8월 14일 - 일본의 야구 선수, 해설가 도요다 야스미쓰. (1920년~)
- 8월 15일
  - 대한민국의 만화가 백무현. (1964년~)
  - 잉글랜드의 축구 선수 데일리언 앳킨슨. (1968년~)
  - 일본의 성인 비디오 배우 아카네 호타루. (1983년~)
- 8월 17일 - 캐나다의 영화감독 아서 힐러. (1923년~)
- 8월 22일 - 싱가포르의 제6대 대통령 S. R. 나산. (1924년~)
- 8월 24일 - 독일의 제4대 대통령 발터 셸. (1919년~)
- 8월 26일 - 대한민국의 기업인 이인원. (1947년~)
- 8월 27일
  - 대한민국의 희극인, 영화배우 구봉서. (1926년~)
  - 대한민국의 시인 정완영. (1919년~)
  - 대한민국의 기초자치단체장 정장식. (1950년~)
- 8월 28일 - 미국의 프로레슬링 선수 미스터 후지. (1935년~)
- 8월 29일 - 미국의 배우 진 와일더. (1933년~)

### 9월
- 9월 1일 - 대한민국의 전 야구 선수 유두열. (1956년~)
- 9월 2일 - 우즈베키스탄의 제1대 대통령 이슬람 카리모프. (1938년~)
- 9월 5일 - 미국의 보수주의 운동가 필리스 슐래플리. (1924년~)
- 9월 8일 - 대한민국의 야구 해설가 하일성. (1949년~)
- 9월 11일 - 미국의 배우 알렉시스 아켓. (1969년~)
- 9월 12일 - 대한민국의 기업인 함태호. (1930년~)
- 9월 16일
  - 이탈리아의 제10대 대통령 카를로 아첼리오 참피. (1920년~)
  - 미국의 극작가 에드워드 올비. (1969년~)
- 9월 17일 - 미국의 배우 차미언 카. (1930년~)
- 9월 18일 - 대한민국의 소설가 이호철. (1932년~)
- 9월 23일 - 대한민국의 신부 조비오. (1938년~)
- 9월 25일
  - 대한민국의 농민운동가 백남기. (1947년~)
  - 미국의 야구 선수 호세 페르난데스. (1992년~)
  - 미국의 골프 선수 아널드 파머. (1929년~)
- 9월 26일 - 대한민국의 축구 선수, 축구 감독 이광종. (1964년~)
- 9월 28일 - 이스라엘의 제9대 대통령 시몬 페레스. (1923년~)

### 10월
- 10월 2일
  - 대한민국의 가수 백야성. (1934년~)
  - 영국의 지휘자, 바이올리니스트 네빌 마리너. (1924년~)
- 10월 9일 - 폴란드의 영화감독 안제이 바이다. (1926년~)
- 10월 12일 - 대한민국의 바이올리니스트 권혁주. (1955년~)
- 10월 13일
  - 이탈리아의 극작가 다리오 포. (1926년~)
  - 태국의 국왕 라마 9세. (1927년~)
- 10월 14일 - 대한민국의 소설가 송영. (1940년~)
- 10월 20일 - 대한민국의 법학자 이영희. (1943년~)
- 10월 22일
  - 영국의 만화가 스티브 딜런. (1962년~)
  - 대한민국의 저자와 작가 김광희. (1986년~)
- 10월 24일 - 대한민국의 목포시장 권이담. (1929년~)
- 10월 25일
  - 대한민국의 군인이자 정치인 서종표. (1945년~)
  - 브라질의 축구 선수 카를루스 아우베르투 토히스. (1944년~)
- 10월 27일 - 일본의 친왕 미카사노미야 다카히토 친왕. (1915년~)

### 11월
- 11월 7일 - 캐나다의 가수 레너드 코언. (1934년~)
- 11월 11일 - 미국의 배우 로버트 본. (1932년~)
- 11월 13일 - 미국의 가수 리언 러셀. (1942년~)
- 11월 14일 - 대한민국의 가수 조덕환. (1953년~)
- 11월 15일 - 조선민주주의인민공화국의 정치인 변영립. (1953년~)
- 11월 17일 - 대한민국의 가수 이영숙. (1929년~)
- 11월 20일 - 그리스의 제6대 대통령 콘스탄티노스 스테파노풀로스. (1949년~)
- 11월 25일
  - 대한민국의 희극인 이하원. (1956년~)
  - 쿠바의 정치가 피델 카스트로. (1926년~)
- 11월 28일
  - 조선민주주의인민공화국의 정치인 김명국. (1940년~)
  - 브라질의 축구ㅍ선수 클레베르 산타나. (1981년~)

### 12월
- 12월 2일 - 미국의 다이빙 선수 새미 리. (1920년~)
- 12월 3일 - 대한민국의 군인이자 대통령 비서실장 김계원. (1923년~)
- 12월 8일 - 미국의 우주비행사 존 글렌. (1921년~)
- 12월 10일 - 대한민국의 배우 정후. (1984년~)
- 12월 11일 - 일본의 전 야구 선수, 야구 해설가 가토 하지메. (1949년~)
- 12월 13일 - 미국의 경제학자 토머스 셸링. (1921년~)
- 12월 18일 - 미국의 배우 자 자 가보르. (1917년~)
- 12월 24일 - 영국의 가수 릭 파핏. (1948년~)
- 12월 25일 - 영국의 가수 조지 마이클. (1963년~)
- 12월 26일 - 대한민국의 축구 선수 박재완. (1987년~)
- 12월 27일
  - 미국의 배우 캐리 피셔. (1956년~)
  - 스리랑카의 14대 총리 라트나시리 위크레마나야케. (1933년~)
- 12월 28일 - 미국의 배우 데비 레이놀즈. (1932년~)
- 12월 29일 - 대한민국의 언론인 최창봉. (1925년~)

## 노벨상
- 경제학상: 올리버 하트, 벵트 홀름스트룀
- 문학상: 밥 딜런
- 물리학상: 데이비드 사울레스, 던컨 홀데인, 마이클 코스털리츠
- 생리학 및 의학상: 오스미 요시노리
- 평화상: 후안 마누엘 산토스
- 화학상: 장피에르 소바주, 프레이저 스토더트, 베르나르트 페링하

## 달력
| 1월 |    |    |    |    |    |    |
| 일  | 월 | 화 | 수 | 목 | 금 | 토 |
|     |    |    |    |    | 1  | 2  |
| 3   | 4  | 5  | 6  | 7  | 8  | 9  |
| 10  | 11 | 12 | 13 | 14 | 15 | 16 |
| 17  | 18 | 19 | 20 | 21 | 22 | 23 |
| 24  | 25 | 26 | 27 | 28 | 29 | 30 |
| 31  |    |    |    |    |    |    |

| 2월 |    |    |    |    |    |    |
| 일  | 월 | 화 | 수 | 목 | 금 | 토 |
|     | 1  | 2  | 3  | 4  | 5  | 6  |
| 7   | 8  | 9  | 10 | 11 | 12 | 13 |
| 14  | 15 | 16 | 17 | 18 | 19 | 20 |
| 21  | 22 | 23 | 24 | 25 | 26 | 27 |
| 28  |    |    |    |    |    |    |

| 3월 |    |    |    |    |    |    |
| 일  | 월 | 화 | 수 | 목 | 금 | 토 |
|     | 1  | 2  | 3  | 4  | 5  | 6  |
| 7   | 8  | 9  | 10 | 11 | 12 | 13 |
| 14  | 15 | 16 | 17 | 18 | 19 | 20 |
| 21  | 22 | 23 | 24 | 25 | 26 | 27 |
| 28  | 29 | 30 | 31 |    |    |    |

| 4월 |    |    |    |    |    |    |
| 일  | 월 | 화 | 수 | 목 | 금 | 토 |
|     |    |    |    | 1  | 2  | 3  |
| 4   | 5  | 6  | 7  | 8  | 9  | 10 |
| 11  | 12 | 13 | 14 | 15 | 16 | 17 |
| 18  | 19 | 20 | 21 | 22 | 23 | 24 |
| 25  | 26 | 27 | 28 | 29 | 30 |    |

| 5월 |    |    |    |    |    |    |
| 일  | 월 | 화 | 수 | 목 | 금 | 토 |
|     |    |    |    |    |    | 1  |
| 2   | 3  | 4  | 5  | 6  | 7  | 8  |
| 9   | 10 | 11 | 12 | 13 | 14 | 15 |
| 16  | 17 | 18 | 19 | 20 | 21 | 22 |
| 23  | 24 | 25 | 26 | 27 | 28 | 29 |
| 30  | 31 |    |    |    |    |    |

| 6월 |    |    |    |    |    |    |
| 일  | 월 | 화 | 수 | 목 | 금 | 토 |
|     |    | 1  | 2  | 3  | 4  | 5  |
| 6   | 7  | 8  | 9  | 10 | 11 | 12 |
| 13  | 14 | 15 | 16 | 17 | 18 | 19 |
| 20  | 21 | 22 | 23 | 24 | 25 | 26 |
| 27  | 28 | 29 | 30 |    |    |    |

| 7월 |    |    |    |    |    |    |
| 일  | 월 | 화 | 수 | 목 | 금 | 토 |
|     |    |    |    | 1  | 2  | 3  |
| 4   | 5  | 6  | 7  | 8  | 9  | 10 |
| 11  | 12 | 13 | 14 | 15 | 16 | 17 |
| 18  | 19 | 20 | 21 | 22 | 23 | 24 |
| 25  | 26 | 27 | 28 | 29 | 30 | 31 |

| 8월 |    |    |    |    |    |    |
| 일  | 월 | 화 | 수 | 목 | 금 | 토 |
| 1   | 2  | 3  | 4  | 5  | 6  | 7  |
| 8   | 9  | 10 | 11 | 12 | 13 | 14 |
| 15  | 16 | 17 | 18 | 19 | 20 | 21 |
| 22  | 23 | 24 | 25 | 26 | 27 | 28 |
| 29  | 30 | 31 |    |    |    |    |

| 9월 |    |    |    |    |    |    |
| 일  | 월 | 화 | 수 | 목 | 금 | 토 |
|     |    |    | 1  | 2  | 3  | 4  |
| 5   | 6  | 7  | 8  | 9  | 10 | 11 |
| 12  | 13 | 14 | 15 | 16 | 17 | 18 |
| 19  | 20 | 21 | 22 | 23 | 24 | 25 |
| 26  | 27 | 28 | 29 | 30 |    |    |

| 10월 |    |    |    |    |    |    |
| 일   | 월 | 화 | 수 | 목 | 금 | 토 |
|      |    |    |    |    | 1  | 2  |
| 3    | 4  | 5  | 6  | 7  | 8  | 9  |
| 10   | 11 | 12 | 13 | 14 | 15 | 16 |
| 17   | 18 | 19 | 20 | 21 | 22 | 23 |
| 24   | 25 | 26 | 27 | 28 | 29 | 30 |
| 31   |    |    |    |    |    |    |

| 11월 |    |    |    |    |    |    |
| 일   | 월 | 화 | 수 | 목 | 금 | 토 |
|      | 1  | 2  | 3  | 4  | 5  | 6  |
| 7    | 8  | 9  | 10 | 11 | 12 | 13 |
| 14   | 15 | 16 | 17 | 18 | 19 | 20 |
| 21   | 22 | 23 | 24 | 25 | 26 | 27 |
| 28   | 29 | 30 |    |    |    |    |

| 12월 |    |    |    |    |    |    |
| 일   | 월 | 화 | 수 | 목 | 금 | 토 |
|      |    |    | 1  | 2  | 3  | 4  |
| 5    | 6  | 7  | 8  | 9  | 10 | 11 |
| 12   | 13 | 14 | 15 | 16 | 17 | 18 |
| 19   | 20 | 21 | 22 | 23 | 24 | 25 |
| 26   | 27 | 28 | 29 | 30 | 31 |    |

### 음양력 대조 일람
| 음력월 | 월건 | 대소 | 음력 1일의 양력 월일 | 음력 1일 간지 |
| ------ | ---- | ---- | -------------------- | ------------- |
| 1월    | 경인 | 대   | 2월 8일              | 경신          |
| 2월    | 신묘 | 소   | 3월 9일              | 경인          |
| 3월    | 임진 | 대   | 4월 7일              | 기미          |
| 4월    | 계사 | 소   | 5월 7일              | 기축          |
| 5월    | 갑오 | 소   | 6월 5일              | 무오          |
| 6월    | 을미 | 대   | 7월 4일              | 정해          |
| 7월    | 병신 | 소   | 8월 3일              | 정사          |
| 8월    | 정유 | 대   | 9월 1일              | 병술          |
| 9월    | 무술 | 대   | 10월 1일             | 병진          |
| 10월   | 기해 | 소   | 10월 31일            | 병술          |
| 11월   | 경자 | 대   | 11월 29일            | 을묘          |
| 12월   | 신축 | 대   | 12월 29일            | 을유          |

### 연휴
- 1월 1일 (금) ~ 1월 3일 (일) - 새해 첫날 연휴 (3일)
- 2월 6일 (토) ~ 2월 10일 (수) - 설날 연휴 (5일)
- 2월 27일 (토) ~ 3월 1일 (화) - 삼일절 징검다리 연휴 (4일)
- 5월 5일 (목) ~ 5월 8일 (일) - 어린이날 징검다리 연휴 (4일)
- 6월 4일 (토) ~ 6월 6일 (월) - 현충일 연휴 (3일)
- 8월 13일 (토) ~ 8월 15일 (월) - 광복절 연휴 (3일)
- 9월 14일 (수) ~ 9월 18일 (일) - 추석 연휴 (5일)
- 10월 1일 (토) ~ 10월 3일 (월) - 개천절 연휴 (3일)